# Recep Tayyip Erdoğan
Pour les articles homonymes, voir Erdoğan.
Recep Tayyip Erdoğan (prononcé en turc : [ɾeˈd͡ʒep tajˈjip ˈeɾdoan] ), né le 26 février 1954 à Beyoğlu (Turquie), est un homme d'État turc. Cofondateur du Parti de la justice et du développement (AKP), il est Premier ministre de 2003 à 2014 et président de la République depuis 2014, étant à ces deux fonctions l'homme fort du pays.
Diplômé de l'université de Marmara, il est joueur de football semi-professionnel entre 1969 et 1982.
En parallèle, il s’engage en politique au sein du Parti du salut national. Élu maire d'Istanbul en 1994 sous les couleurs de la formation islamiste Parti de la prospérité, il perd son mandat quatre ans plus tard, lorsqu'il est emprisonné quelques mois pour avoir lu un poème du nationaliste turc Ziya Gökalp.
En 2001, avec Abdullah Gül, il fonde l'AKP, parti conservateur et défendant des engagements musulmans, et qui obtient l'année suivante la majorité absolue à la Grande Assemblée nationale. Mais Erdoğan étant toujours interdit d'exercer des fonctions politiques, c'est Abdullah Gül qui prend dans un premier temps la tête du gouvernement.
Devenu Premier ministre en 2003 après une élection législative partielle lors de laquelle il est élu député, Recep Tayyip Erdoğan fait amender à deux reprises la Constitution, en particulier pour que le chef de l'État soit élu directement par les citoyens, réforme l'économie nationale en investissant notamment dans les infrastructures et prône l'adhésion de la Turquie au sein de l'Union européenne. Il bénéficie d'une solide majorité parlementaire, confirmée lors des scrutins législatifs de 2007 et de 2011. Malgré des débuts libéraux, le régime qu'il fait émerger est considéré comme étant autoritaire voire dictatorial ; il fait notamment réprimer un mouvement protestataire en 2013. Il est également contesté pour des soupçons de corruption et pour sa gestion du conflit kurde.
Après avoir été plus de onze ans à la tête du gouvernement, il devient en 2014 le premier président de la république de Turquie élu au suffrage universel direct, succédant à Gül. L'AKP perd cependant la majorité absolue aux élections législatives de juin 2015, mais la regagne à celles de novembre suivant. La tentative de coup d'État militaire de 2016 renforce la position d'Erdoğan et conduit à des purges de masse ainsi qu'à la mise en place de réformes sécuritaires et d'un référendum constitutionnel, après lequel il reprend la présidence de l'AKP. Sa politique étrangère est alors décrite comme néo-ottomane et impérialiste, le conduisant à s'éloigner de l'Occident et à s'impliquer notamment dans la guerre civile syrienne.
Réélu à l’issue de l’élection présidentielle anticipée de 2018, il inaugure un régime présidentiel. Durant son deuxième mandat, il réduit l'indépendance de la Banque centrale pour mener une politique monétaire non conventionnelle, ce qui engendre une forte inflation et une importante dépréciation de la livre turque. Bien qu'apparaissant affaibli par cette crise ainsi que par sa gestion des conséquences des séismes de 2023 ayant coûté la vie à plus de 50 000 personnes et par le maintien de millions de réfugiés sur le territoire turc, il est réélu à l'occasion du scrutin présidentiel de 2023.

## Situation personnelle

### Origines
Recep Tayyip Erdoğan naît le 26 février 1954 dans le quartier historique de Kasımpaşa, dans le district de Beyoğlu, sur la rive européenne d'Istanbul. Sa mère se prénomme Tenzile. Son père Ahmet Erdoğan s'y est installé avec sa famille après avoir émigré du district de Güneysu dans la province de Rize, à l'extrême nord-est de la Turquie lorsque Recep avait 13 ans, en 1967. Lors d'une visite en Géorgie en août 2004, Recep Tayyip Erdoğan déclare être issu d'une famille géorgienne, originaire de Batoumi, et ayant émigré à Rize.
Il doit ses deux prénoms à son mois de naissance dans le calendrier hégirien, rajab, et à son grand-père paternel, nommé Tayyip (que l'on peut traduire littéralement par "bon" ou "bien" en français) ; qui est dans son enfance son prénom d'usage. Troisième de sa fratrie, il est issu d'un milieu qu'il considère lui-même comme modeste, son père est capitaine de navire sur les lignes de transport de passagers du Bosphore.

### Jeunesse
Le jeune Recep passe son enfance à Rize, où son père était capitaine de navire et membre des garde-côtes turcs. Alors qu'il a 13 ans, sa famille s'installe à Istanbul. Il vend des simit, des petits pains en anneau, dans les rues de la métropole. Ses parents l'envoient étudier dans une école religieuse qui forme des imams et des prédicateurs, un lycée İmam hatip. Ce type de lycée est très prisé en Turquie par les familles traditionalistes, même s'il ne destine pas nécessairement à la carrière d’imam. À 16 ans, Recep Tayyip Erdoğan remplace l'imam à la mosquée pour réciter des prières, pour les naissances ou pour organiser le rituel des décès.
Joueur semi-professionnel de football, Recep Tayyip Erdoğan joue avec son coéquipier Yasoo Aga dans un club, et désire passer au statut de professionnel. Mais il renonce en raison de l'opposition de son père.

### Études universitaires
Recep Tayyip Erdoğan affirme avoir obtenu un diplôme après quatre années passées à la « faculté des sciences économiques et administratives » de l’université de Marmara, à Istanbul, ce que l’établissement en question confirme,.
Cependant, en 2014, l'opposant Ömer Başoğlu accuse le président de falsification et affirme ne jamais avoir croisé Erdoğan dans cet établissement. Après la publication de ses accusations, Ömer Başoğlu est victime de pressions et de harcèlement ; il est retrouvé mort quelques mois plus tard, en mars 2015,, peut-être de maladie, bien que la thèse d'un assassinat soit également évoquée par l'opposition.

### Vie privée et familiale

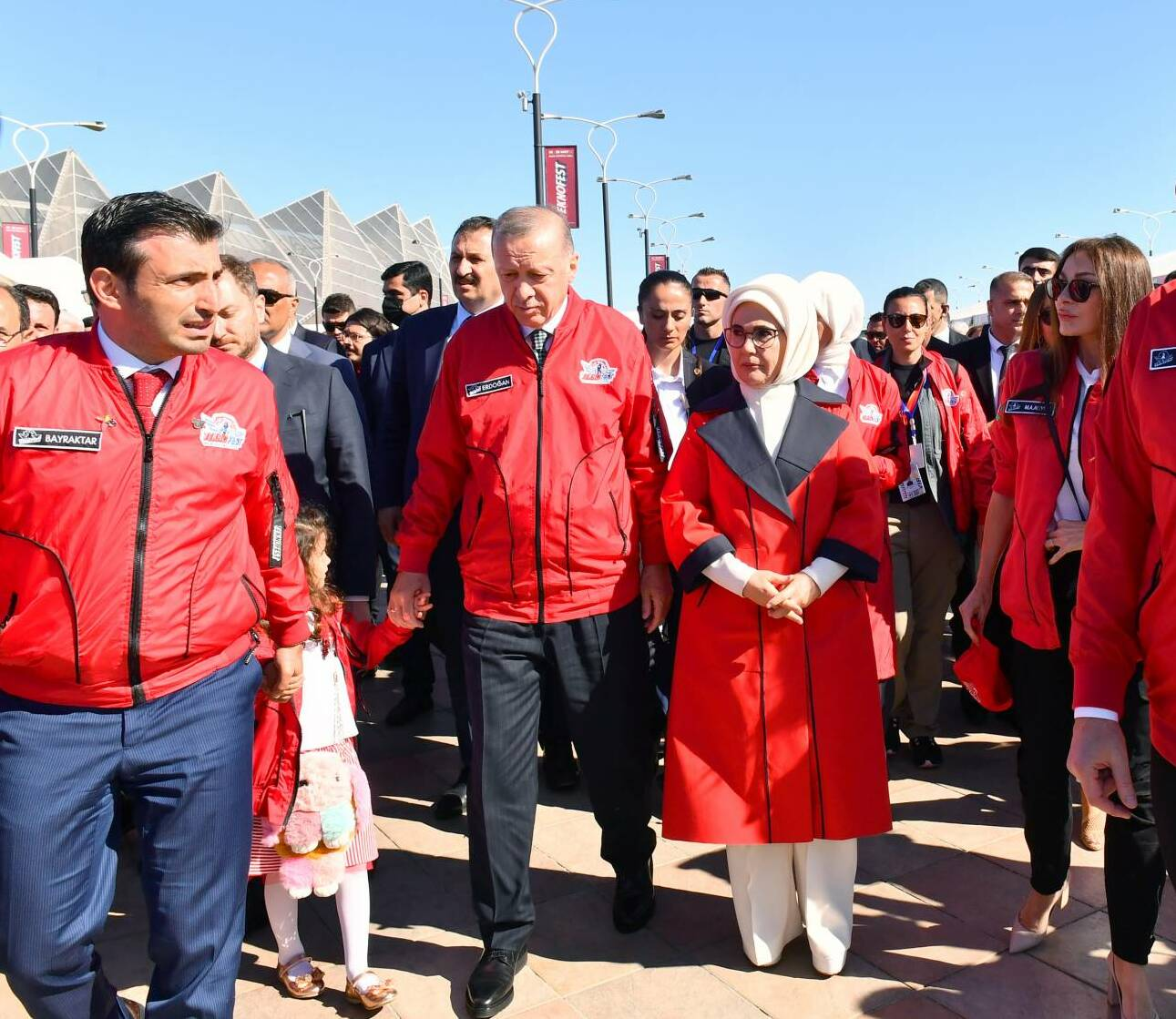
Erdoğan (au centre) avec son épouse Emine (au centre-droit), sa petite-fille Canan Aybüke (au centre-gauche) et son gendre Selçuk Bayraktar (à gauche) au festival Teknofest en 2022.

Le 4 juillet 1978, lors d'une cérémonie religieuse, Recep Tayyip Erdoğan épouse Emine Gülbaran, née en 1955. Il a rencontré celle-ci au cours d'un rassemblement du parti islamiste Selamet, alors qu'elle militait au sein d'une organisation féminine proche, l'« Association des femmes idéalistes » (mouvement proche des ultranationalistes des Loups gris, eux-mêmes proches du MHP), quelques mois plus tôt.
Le couple a quatre enfants : Ahmet Burak (en) (né en 1979), Necmettin Bilal (en) (né en 1981), Esra (en) (née en 1983), femme de Berat Albayrak et Sümeyye Bayraktar (née en 1985). La benjamine, Sümeyye, est conseillère politique de son père.

## Ascension politique

### Débuts
Recep Tayyip Erdoğan étudie la politique à Istanbul et travaille comme employé de l'entreprise de transport de la municipalité et en tant qu'entrepreneur indépendant. Au milieu des années 1970, il adhère et devient président de la section stambouliote de l'Organisation de jeunesse du Parti du salut national, le MSP, parti islamiste alors dirigé par Necmettin Erbakan.
Au milieu des années 1970, Erdoğan, écrit, dirige et interprète le rôle principal d'une pièce de théâtre avant-gardiste et conspirationniste intitulée Maskomya (comprendre Mas-Kom-Ya - en turc, Mason-Komunist-Yahudi ou Maçon-Communiste-Juif en français), qui présente la franc-maçonnerie, le communisme et le judaïsme comme des périls menaçant la Turquie,.
Sa carrière politique est interrompue par le putsch militaire du 12 septembre 1980 et l'interdiction faite aux membres de son parti d'exercer tout mandat, mais dès 1983, Erdoğan redevient actif politiquement dans le Parti de la prospérité, dont le chef n'est autre que Necmettin Erbakan, qui était déjà lié à Erdoğan au sein du MSP ; les deux hommes décident de rompre politiquement en 1999.

### Maire d'Istanbul
En mars 1994, Recep Tayyip Erdoğan est élu maire d'Istanbul, grâce à une image de porte-parole de l'anti-corruption. Candidat du Parti de la prospérité, d'obédience islamiste, il obtient 25,2 % des suffrages, trois points devant İlhan Kesici (Parti de la mère patrie) et cinq points devant Zülfü Livaneli (Parti populiste social-démocrate).
Ses opposants lui concèdent des réussites. Il développe notamment l'accès à l'eau courante, tandis que les coupures d'électricité ou d'eau se font plus rares et que ses grands projets d'infrastructures, comme le métro, sont réalisés. Sa gestion des ordures et des services municipaux est également considérée comme un succès. Comme promis dans sa campagne, le maire d'Istanbul affiche sa volonté de réduire la corruption,.
En mars 1995, les quartiers alévis d'Istanbul sont attaqués par des escadrons de la mort liés à la police. S’ensuivent des manifestations au cours desquelles 22 alévis sont tués.
Malgré la popularité du maire, les milieux laïcs - particulièrement les militaires - demeurent cependant très suspicieux quant aux velléités d'islamisation de la municipalité. Ainsi, à partir de 1996, alors qu'Erdoğan est maire de la ville, quelques établissements publics dépendant de la municipalité ne servent plus d'alcool. À une journaliste étonnée de cette dernière mesure, il répond : « Je suis l'imam d'Istanbul ».
Le 21 avril 1998, Erdoğan est condamné à une peine de dix mois de prison, pour avoir, lors d'un meeting le 6 décembre 1997 à Siirt dans l'est du pays, repris une citation du poète nationaliste Ziya Gökalp qualifiée d'incitation à la haine : « Les minarets seront nos baïonnettes, les coupoles nos casques, les mosquées seront nos casernes et les croyants nos soldats ». Conduit en prison, de son propre aveu il vit mal son séjour derrière les barreaux.

### Dirigeant de l'opposition

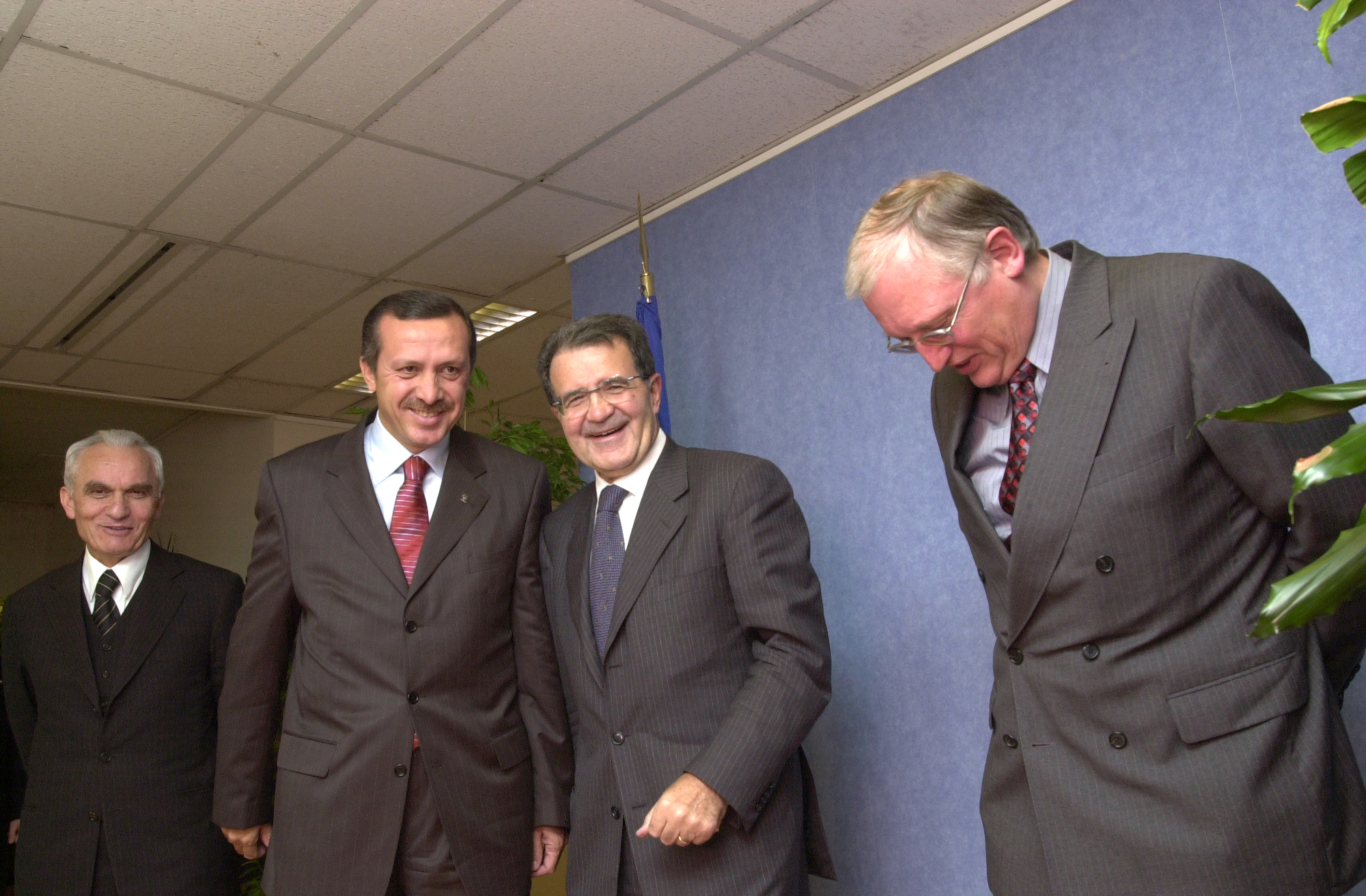
Erdoğan et Romano Prodi, président de la Commission européenne, et Günter Verheugen, commissaire européen à l'élargissement ; les entretiens entre les trois hommes ont porté sur l'obtention d'une date à laquelle pourraient commencer officiellement les négociations de l'adhésion de la Turquie à l'UE.

À sa sortie de prison, le 24 juillet 1999, Erdoğan change radicalement de tactique et renonce à affronter les militaires.
Durant l'automne 1999, Erdoğan quitte le Parti de la vertu (FP), qui a succédé au Parti de la prospérité (RP), et se prononce en faveur d'une séparation de la religion et de l'État (en Turquie, les imams sont des fonctionnaires affiliés au directorat des Affaires religieuses, lui-même dépendant directement du Premier ministre).
En 2001, Erdoğan cofonde le Parti de la justice et du développement (AKP), parti conservateur à l'image de l'Union chrétienne-démocrate d'Allemagne. Le noyau dur de l'AKP est constitué par l'aile modérée du Parti de la vertu, interdit la même année. Erdoğan en prend alors la présidence.
L'AKP sort vainqueur des élections parlementaires de 2002, mais Erdoğan ne peut immédiatement remplir la charge de Premier ministre du fait que le titulaire de la fonction doit être préalablement élu député. Sa candidature aux législatives ayant ainsi été invalidée en septembre 2002, sa condamnation de 1998 le privant de toute activité politique pendant cinq ans. Sous prétexte que durant les élections une procédure n'a pas été respectée à Siirt, l'AKP propose de renouveler celle-ci. La Commission suprême des élections donne le feu vert pour le renouvellement des élections à Siirt.
N'occupant aucun poste politique hormis celui de président général de l'AKP, il est considéré comme le dirigeant de fait du gouvernement, faisant la tournée des capitales européennes tandis que son bras droit Abdullah Gül occupe le poste de Premier ministre. Pendant ce temps-là, à la Grande Assemblée nationale de Turquie, la majorité change certaines lois et la constitution en faveur d'Erdoğan pour qu'il puisse se présenter en tant que député, en annulant ainsi sa peine d'inéligibilité. L'élection se déroule uniquement dans cette ville et finalement il entre à la Grande Assemblée nationale de Turquie comme député de Siirt et devient chef du gouvernement à partir de mars 2003.
Durant ces années de marche vers le pouvoir, Erdoğan et le prédicateur islamique Fethullah Gülen se sont appuyés l’un sur l’autre au fil de leur carrière politique respective « afin de gagner en influence, en pouvoir et en réseau ». Gülen faisait notamment profiter à Erdoğan de son impressionnant empire commercial, de son réseau de médias en Turquie et à l'étranger, de ses banques qui ont facilité le mouvement et le transfert de fonds entre le monde occidental et le Moyen-Orient et finalement des milliers de fidèles qui travaillaient à des postes gouvernementaux en Turquie même. Cette collaboration se poursuivit jusqu'au début des années 2010.

## Premier ministre

### Premier gouvernement

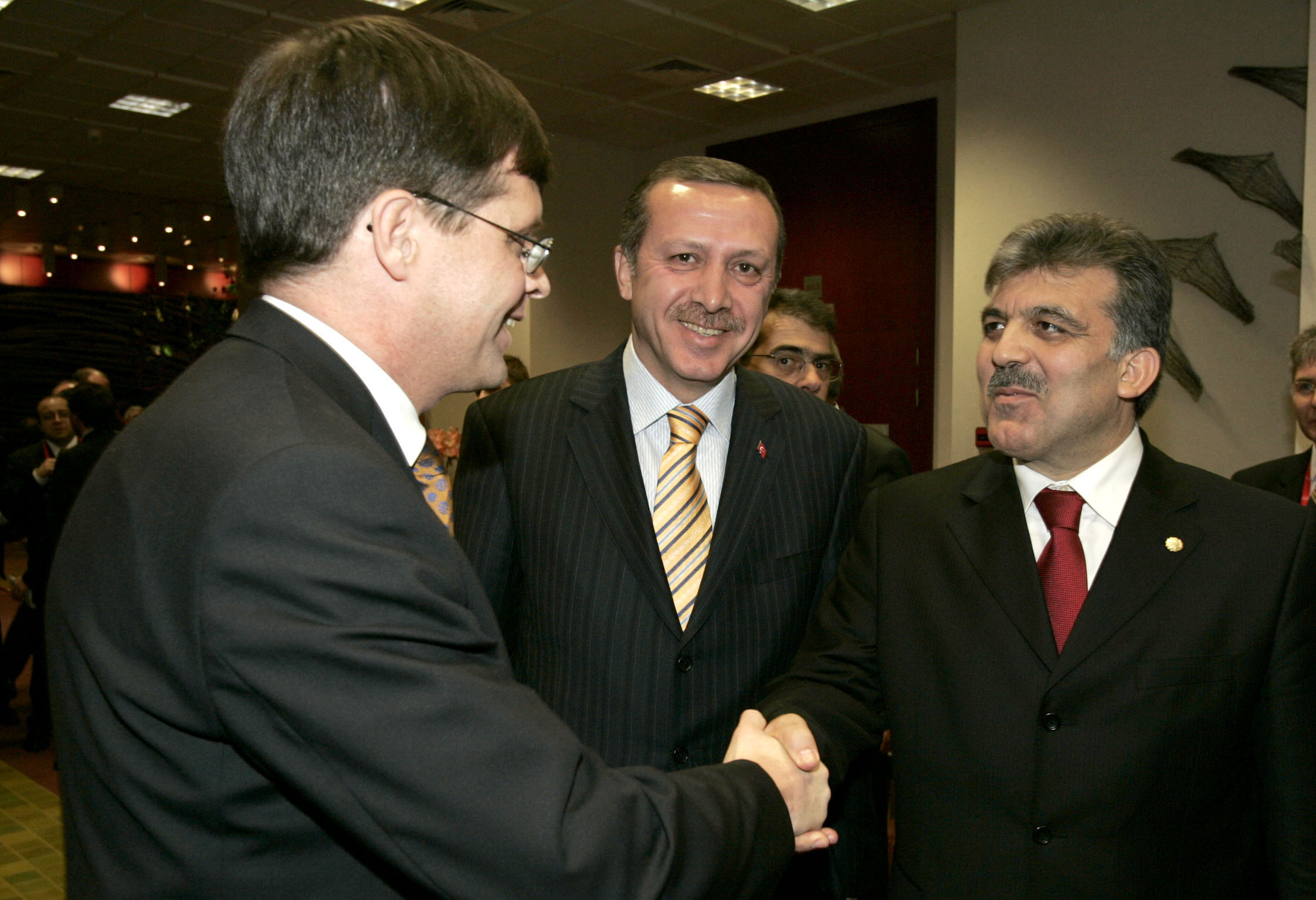
Erdoğan en 2004, entre le Premier ministre des Pays-Bas, Jan Peter Balkenende, et son proche allié Abdullah Gül, Premier ministre en 2002-2003, vice-Premier ministre et ministre des Affaires étrangères à partir de 2003 et élu président de la république de Turquie en 2007.

En 2002, l'AKP domine largement le Parlement (363 députés sur 550), à cinq sièges seulement de la majorité des deux tiers qui lui permet d'amender la Constitution.
Dans un premier temps, Recep Tayyip Erdoğan est toujours frappé d'inéligibilité. Ainsi, de novembre 2002 à mars 2003, Abdullah Gül exerce la fonction de Premier ministre, tandis que qu'Erdoğan est considéré comme le dirigeant de fait du gouvernement, faisant la tournée des capitales européennes.
Le 9 mars 2003, Erdoğan est élu lors d'une élection partielle à Siirt avec plus de 80 % des voix. Abdullah Gül démissionne aussitôt en sa faveur et Erdoğan lui succède comme Premier ministre, Gül étant nommé vice-Premier ministre et ministre des Affaires étrangères.
Lors de son premier mandat, l'AKP est le premier parti à disposer d'une majorité absolue depuis 1987 et, jusqu'en 2007, le seul depuis 1945 à n'avoir qu'une autre force politique en face de lui au Parlement. Cette situation permet au gouvernement Erdoğan de mener la politique qu'il entend sans entrave de l'opposition.
Une crise politique s'ouvre en avril 2007, lorsque Abdullah Gül échoue de peu à succéder à Ahmet Necdet Sezer à la présidence de la république de Turquie. Le 22 juillet 2007, des élections législatives se tiennent de façon anticipée de quelques mois pour répondre à la crise : le scrutin est marqué par une nouvelle large victoire de l'AKP (341 sièges sur 550), toutefois insuffisante pour disposer de la majorité des deux tiers. Lors de l'élection présidentielle du 28 août 2007, à la veille de la prise de fonction du deuxième gouvernement Erdoğan, Abdullah Gül est élu président de la république pour sept ans, réunissant 339 voix de la Grande Assemblée nationale au troisième tour de scrutin. Premier président turc issu de la mouvance islamiste, il faisait face à l'opposition des laïcs et de l'armée,.

### Deuxième gouvernement

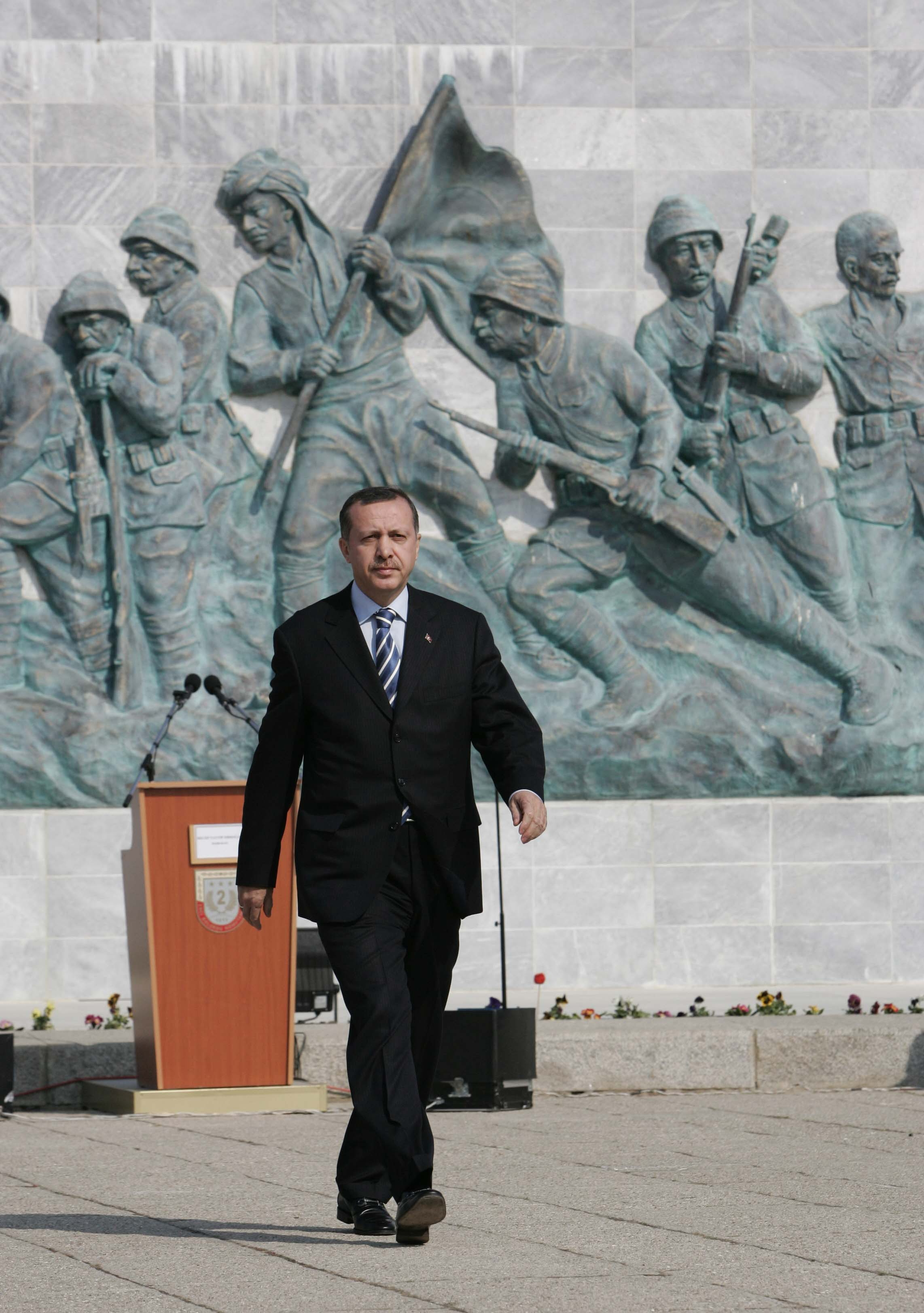
Erdoğan à Çanakkale en 2008.

### Troisième gouvernement

#### Mouvement contestataire de 2013
En 2013, Erdoğan doit faire face à un vaste mouvement protestataire rassemblant plusieurs millions de personnes dans les rues d'Istanbul et d'autres villes turques, qui manifestent contre un projet immobilier qui aurait détruit le parc Gezi d'Istanbul. Il utilise la force pour réprimer les manifestations, suscitant des critiques qui dénoncent son autoritarisme. Il est également accusé de visées islamistes, illustrées par la reconversion en 2020, quelques jours avant le centième anniversaire du traité de Sèvres, du musée Sainte-Sophie en mosquée. Ses projets architecturaux à Istanbul jugés mégalomaniaques (une mosquée plus grande que celle de La Mecque, un canal sous-marin qui perturbe des fouilles archéologiques, un immense aéroport, un quartier de 24 gratte-ciel) sont également critiqués pour leur dimension ainsi que des soupçons de pots-de-vin ou de blanchiment d'argent qu'ils impliquent.

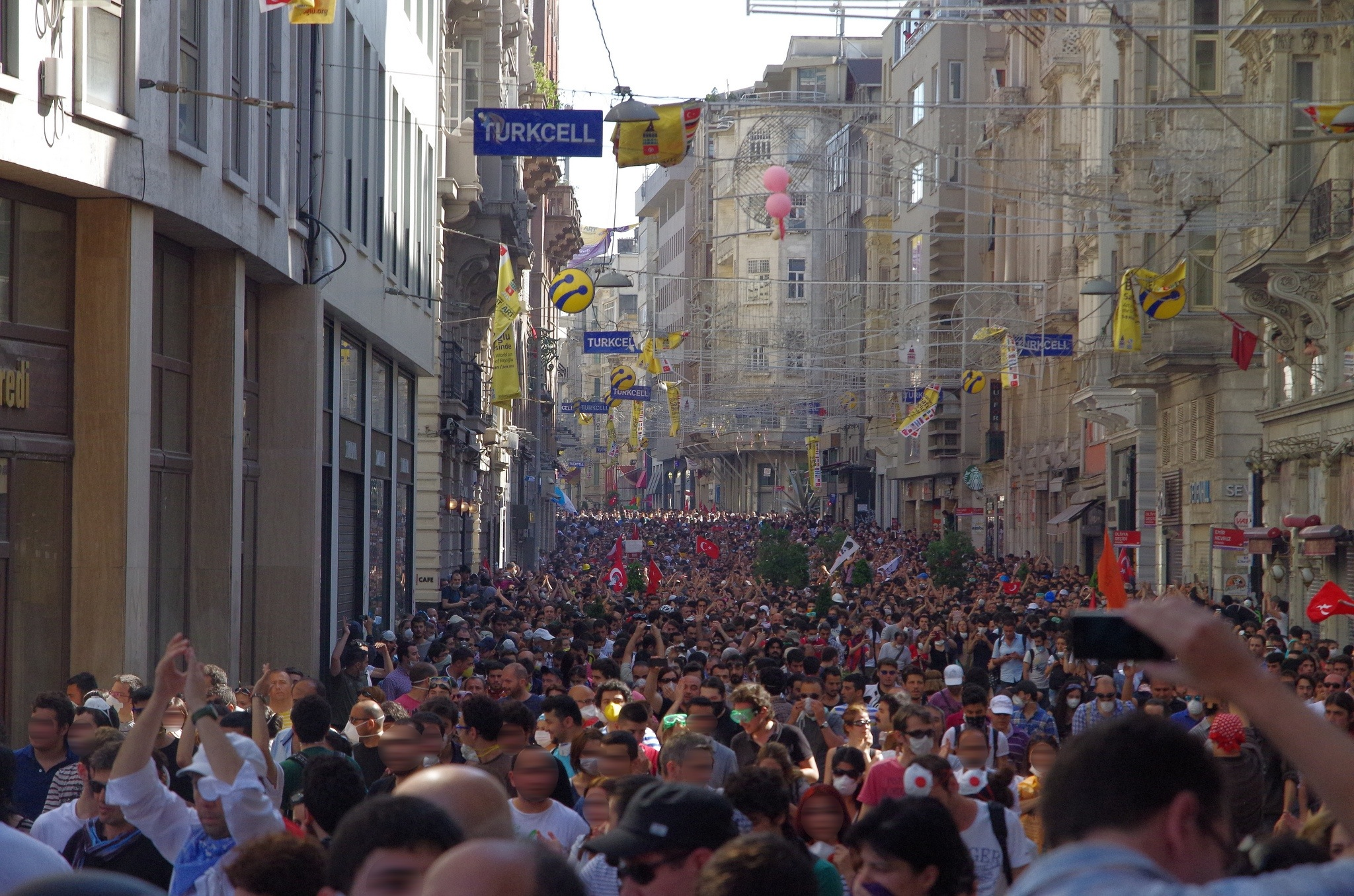
Manifestations anti-Erdoğan le 1er juin 2013, sur l'avenue İstiklal.

Le 25 décembre 2013, Recep Tayyip Erdoğan procède à un important remaniement ministériel qui affecte dix postes sur vingt-cinq de son gouvernement, à la suite d'opérations judiciaires et policières ayant mis au jour un possible réseau de corruption concernant des membres éminents de l'AKP et leurs proches. Même s'il s'en défend et dénonce un complot de l'étranger, le propre fils du Premier ministre est mis en cause dans ces affaires de corruption. Mais le procureur qui menait l'enquête à son sujet a été dessaisi du dossier, ce qui a provoqué l'indignation du Conseil supérieur des juges et des procureurs, Erdoğan étant accusé de vouloir « étouffer » l'affaire. Ces événements ont également engendré des manifestations, l'effondrement de la livre turque à la Bourse d'Istanbul, et compromettent les chances du Premier ministre à l'approche des élections de 2014 et 2015. Par la suite, six députés démissionnent, une première dans l’histoire du parti, ne manquant pas au passage de critiquer le Premier ministre. Ertugrul Günay, ancien ministre de la Culture, dénonce ainsi « l'arrogance du gouvernement » alors qu'Erdal Bayraktar, jusque-là député d'Ankara, déclare : « Un parti politique ne peut pas être géré comme s'il était la propriété d'une personne, particulièrement de M. Tayyip Erdoğan ». D'autres demandent même sa démission. Des scandales liés à des écoutes sur des secrets d'État ainsi que la volonté du Premier ministre de fermer les réseaux sociaux YouTube et Twitter sont également critiqués comme des atteintes aux droits de l'homme ; Yaman Akdeniz, professeur de droit de l'Internet à l'Université Bilgi d'Istanbul déclare ainsi : « Le pays n'a jamais atteint de tels niveaux de censure ».
En juin 2014, un an après le début des manifestations, Amnesty International dénonce le « harcèlement judiciaire et policier » du gouvernement Erdoğan, mettant l'accent sur la partialité de la justice, la violation de la liberté de rassemblement et les violences policières. En décembre 2014, un lycéen turc de 16 ans avait été arrêté et inculpé pour « insulte au président ».
Erdoğan est également critiqué pour avoir fait construire un nouveau palais présidentiel de plus de 1000 pièces à Ankara pour un coût plus de 490 millions d'euros.
Renvoyé pour un tweet critique à l'égard d'Erdoğan, le journaliste du quotidien turc Milliyet Kadri Gürsel analyse début 2016 la cécité dont auraient fait preuve les Occidentaux vis-à-vis de la Turquie. Il note ainsi que celui qu'on a voulu considérer comme un « islamiste modéré » aurait, dans les années 2000, souscrit à certaines réformes demandées par l'UE non pas pour lui donner des gages mais pour mieux évincer le pouvoir militaire afin de renforcer son emprise sur le pays. Il critique par ailleurs le double jeu d'Erdoğan par rapport à l'État islamique, qu'il aurait laissé prospérer afin de précipiter la chute du régime syrien d'Assad afin d'y installer un régime islamiste. Il relève par ailleurs que la crise des migrants aurait ses conséquences dans l'échec de cette politique, l'affrontement entre Daech et le pouvoir syrien ayant amené à la destruction de nombreuses villes et la fuite de populations qu'Erdoğan laisse pour partie passer vers l'Europe. Il explique qu'Erdoğan a pu donner le change et faire croire qu'il était modéré alors qu'il avait en vue un projet totalitaire qui est la marque d'un homme « portant les marques de l’hubris, la maladie de l’ego, autodétermination messianique, perte du sens des réalités, intolérance à la contradiction et folie des grandeurs ».

### Élection présidentielle de 2014

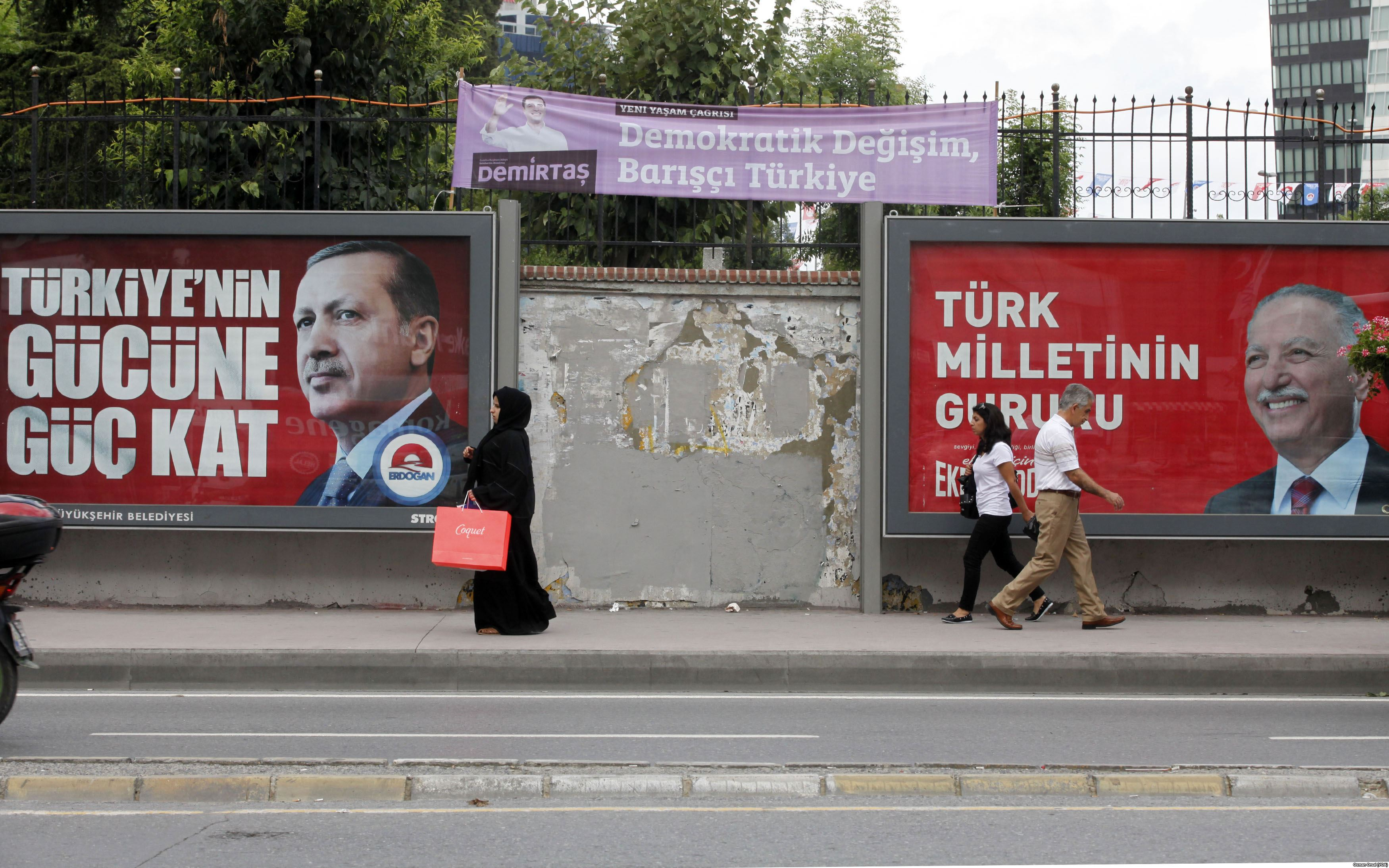
Panneaux lors de l'élection présidentielle de 2014, avec Recep Tayyip Erdoğan (à gauche) et Ekmeleddin İhsanoğlu (à droite), à Mecidiyeköy (Istanbul).

Il est élu président de la république de Turquie le 10 août 2014, avec 51,8 % des voix au premier tour, à l'issue de la première élection du chef de l'État turc au suffrage universel direct. Il affiche son ambition de renforcer les pouvoirs de la fonction présidentielle en modifiant la Constitution.

## Président de la République

### Prestation de serment
Recep Tayyip Erdoğan prête serment pour un mandat de cinq ans le 28 août 2014. Devenant le douzième président de la république de Turquie, il succède à Abdullah Gül, non-candidat à sa réélection après son septennat. La cérémonie, qui se déroule à la Grande Assemblée nationale de Turquie, est boycottée par une partie de l'opposition.

### Élections législatives de 2015
L'un des aspects essentiels de la politique menée par Erdoğan est un ancrage du pays dans un conservatisme religieux plus affirmé. Ce rejet d'une partie de l'héritage laïque kémaliste est marqué par un grand nombre de réformes.
Il est renforcé dans son mandat par la victoire aux élections législatives de novembre 2015 de l'AKP, qui rassemble la majorité turco-sunnite et parvient à attirer les Kurdes dévots. Le parti retrouve ainsi la majorité absolue à la Grande Assemblée nationale qu'il avait perdue après le scrutin législatif de juin 2015.

### Tentative de coup d'État de 2016
Le 15 juillet 2016, une tentative de coup d'État militaire, finalement repoussée, menace le pouvoir d'Erdoğan. Celui-ci appelle ses partisans à braver le couvre-feu décrété par les putschistes. Quelques jours plus tard, il fait licencier des dizaines de milliers d'employés du secteur public (armée, médias, enseignement, magistrature). Au 29 juillet, plus de 18 000 personnes ont été placées en détention et 50 000 se sont vu confisquer leur passeport. Ces actions renforcent les accusations de dérive autoritaire du pouvoir turc.

### Instauration d'un régime présidentiel

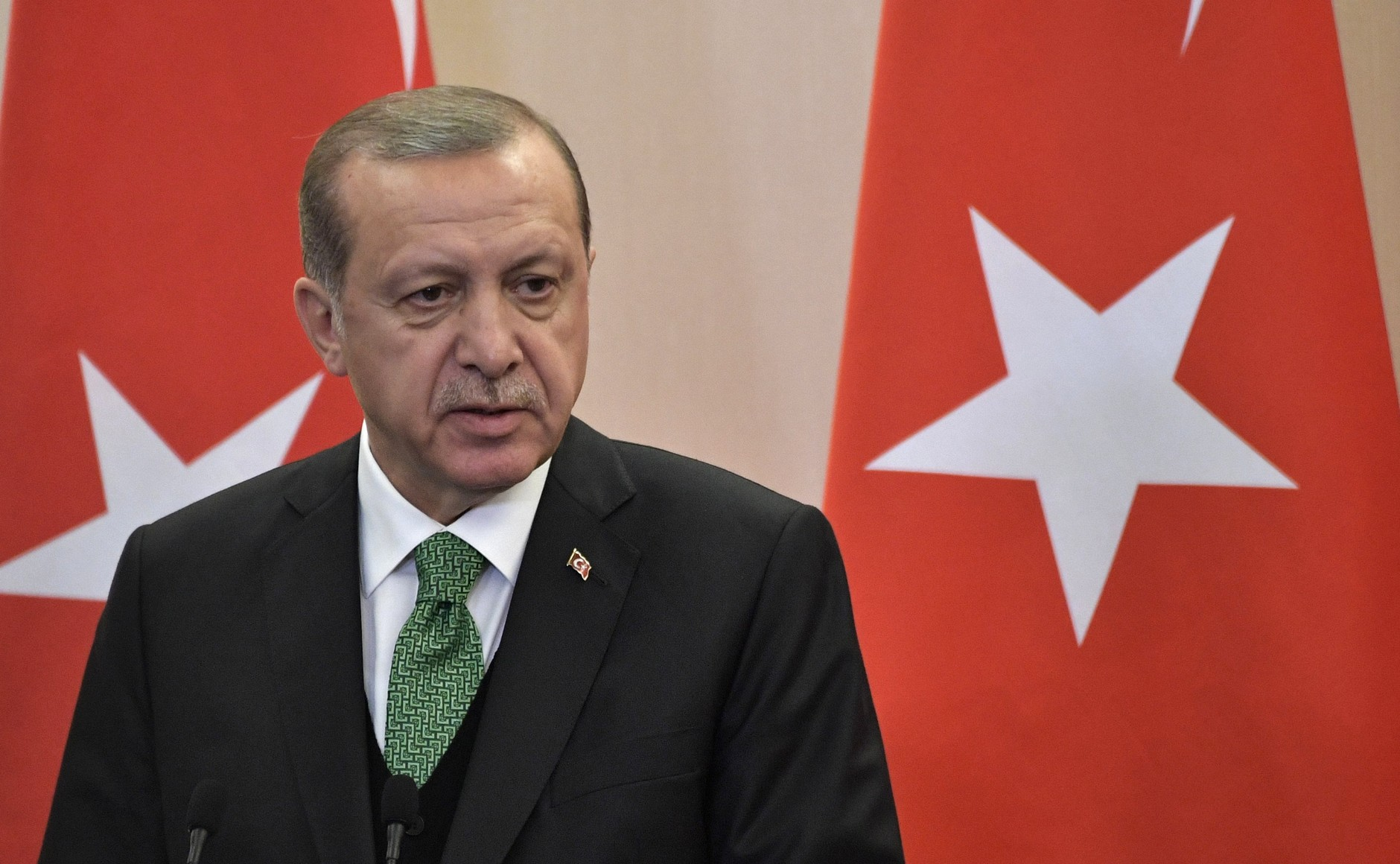
Recep Tayyip Erdoğan en 2017.

Le 16 avril 2017, un référendum constitutionnel, adopté par 51,4 % des voix exprimées, transforme le régime parlementaire en régime présidentiel : il supprime la fonction de Premier ministre, dont les prérogatives sont transférées au président, et institue un poste de vice-président. La justice est réformée alors que la constitution de 1982 garantissait l'indépendance de celle-ci : avec cette révision constitutionnelle, le président et le Parlement interviendront directement dans la nomination de membres du Haut-Conseil des juges et procureurs (HSYK), chargé de nommer les magistrats.
Recep Tayyip Erdoğan réintègre formellement l'AKP le 2 mai 2017,. Ensuite, son parti convoque pour le 21 mai un congrès extraordinaire dans le but de désigner un nouveau président général, poste auquel il est candidat. Candidat unique, il est alors élu.
Les épurations reprennent aussitôt après le scrutin, notamment dans les rangs de la police, où des poursuites sont engagées contre 11 000 policiers.

### Réélections en 2018 et 2023

#### Élection présidentielle de 2018

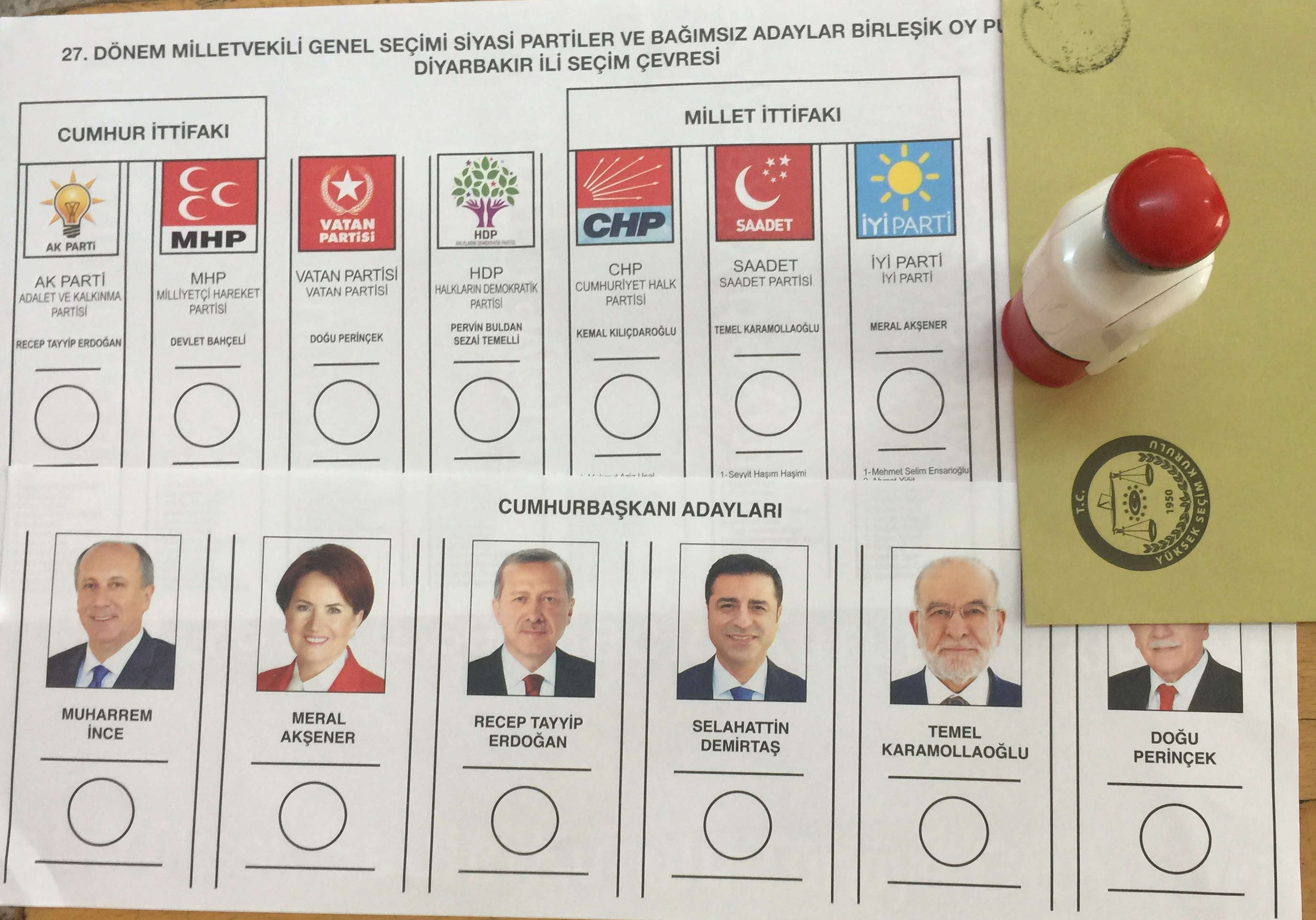
Bulletin de vote pour l'élection présidentielle de 2018.

Tout au long des années 2010, malgré son côté clivant et les contestations dont il fait l'objet, Recep Tayyip Erdoğan reste souvent considéré comme l'homme politique le plus populaire en Turquie.
Il est réélu dès le premier tour de l’élection présidentielle anticipée de 2018, avec 52,6 % des voix, face à cinq candidats (Muharrem İnce, Selahattin Demirtaş, Meral Akşener, Temel Karamollaoğlu et Doğu Perinçek). Comme l’opposition, l’Union européenne, l’OSCE et le Conseil de l'Europe dénoncent les conditions « inéquitables » de la campagne, notamment en termes d’aides publiques et de traitement médiatique (180 heures d’audience pour Erdoğan contre 37 pour son principal adversaire, Muharrem İnce),. Finalement, Muharrem İnce, arrivé deuxième avec 30,6 % voix, reconnaît sa défaite. Dans le même temps, l'AKP d’Erdoğan remporte une majorité relative aux élections législatives et la majorité absolue avec le MHP dans le cadre de l'Alliance populaire. Recep Tayyip Erdoğan prête serment pour un deuxième mandat le 9 juillet 2018.

#### Élection présidentielle de 2023

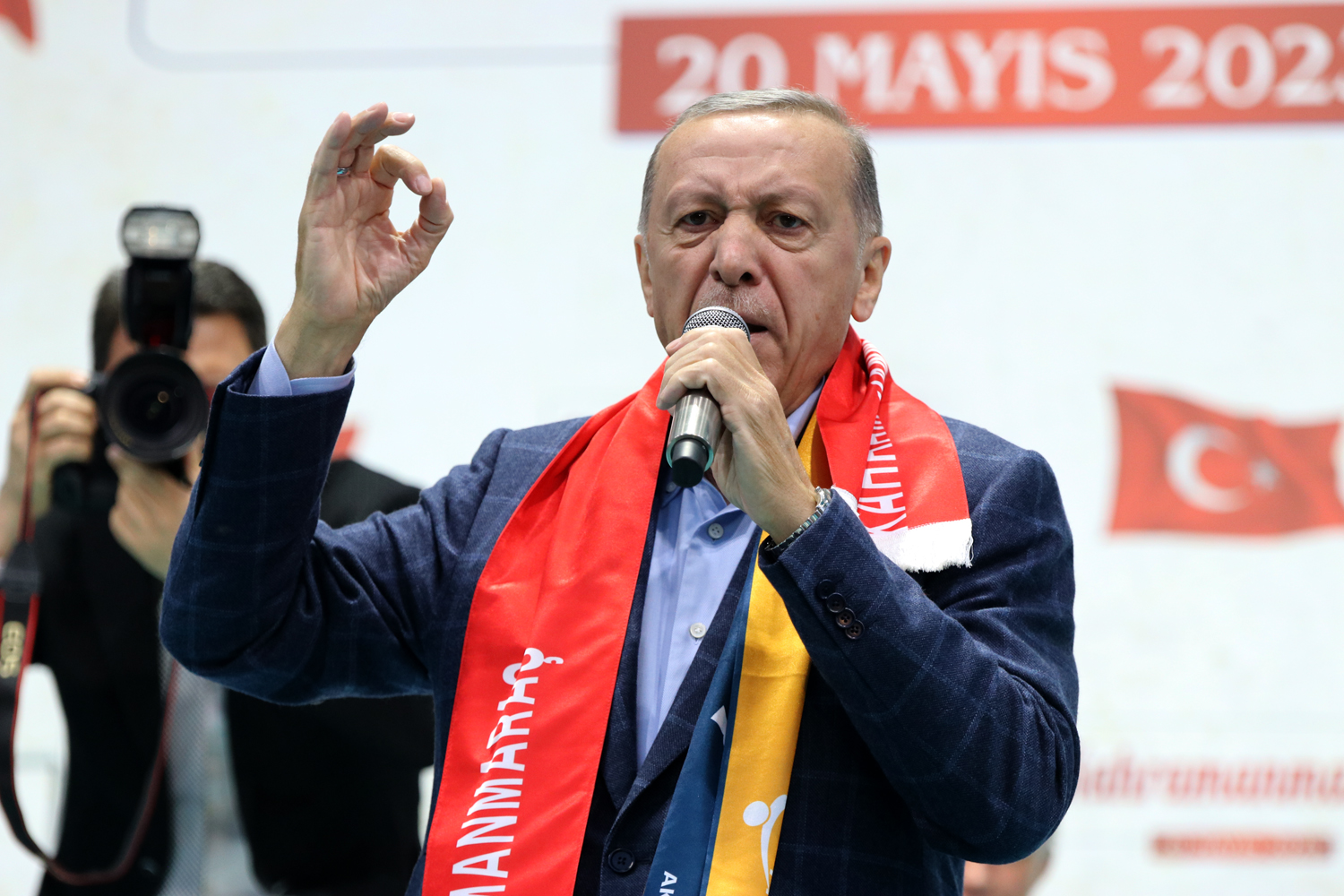
Recep Tayyip Erdoğan en campagne en mai 2023.

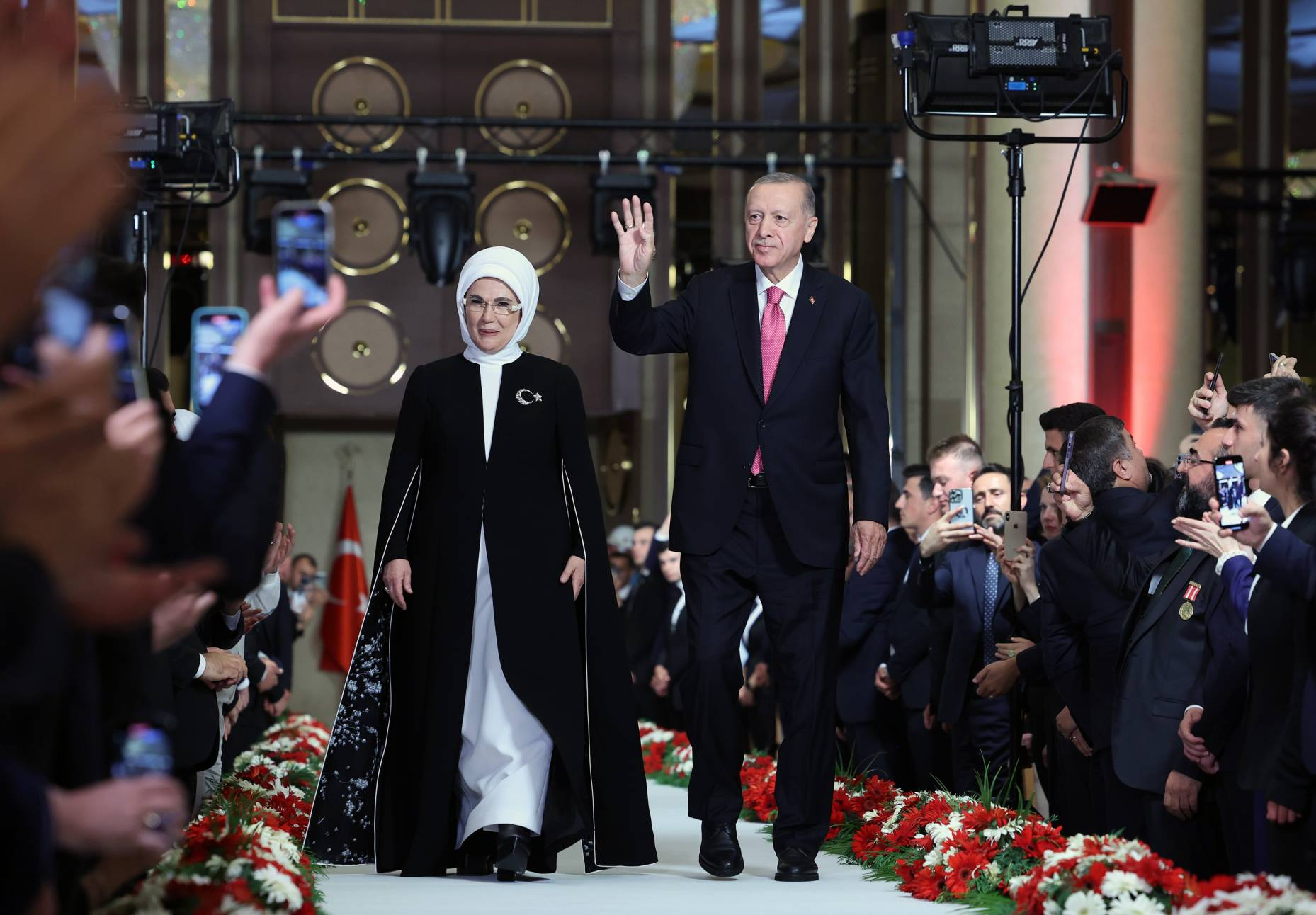
Recep Tayyip Erdoğan et son épouse lors de sa troisième prestation de serment en tant que président.

Dès 2022, Recep Tayyip Erdoğan annonce son intention de participer à l'élection présidentielle de 2023. En cas de victoire, il suggère que ce sera son dernier mandat, comme le prévoient les dispositions constitutionnelles en vigueur. Cependant, il réitère dans le même temps sa volonté d'instaurer une nouvelle Constitution, « démocratique, simple et visionnaire », ce qui est perçu par des observateurs comme son souhait de revenir sur la limite des deux mandats présidentiels,.
De façon inédite, Recep Tayyip Erdoğan apparaît électoralement fragilisé. Il pâtit de la crise économique en cours, l'inflation restant très importante, mais aussi de la pression migratoire (des millions de Syriens restent en Turquie) et de sa responsabilité supposée dans les conséquences des séismes de février 2023, qui ont fait plus de 50 000 morts et quelque trois millions de déplacés dans le sud du pays,,.
Le 14 mai 2023, dans un contexte de participation record, Recep Tayyip Erdoğan arrive en ballottage favorable, obtenant 49,5 % des suffrages exprimés, contre 44,9 % à Kemal Kılıçdaroğlu, soutenu par une vaste coalition, et 5,2 % pour l'ultra-nationaliste Sinan Oğan. Si pour la première fois il ne l'emporte pas au premier tour de scrutin, Erdoğan réalise un score supérieur à ce que prévoyait la plupart des instituts de sondage, qui donnaient son principal opposant en tête. Son avance s'explique notamment par un discours national-conservateur mobilisateur, par le retour de la Turquie sur la scène internationale et par sa mainmise sur les institutions étatiques,.
Recep Tayyip Erdoğan est réélu président de la république le 28 mai suivant avec 52,2 % des suffrages exprimés, soit 2,3 millions de voix d'avance sur Kemal Kılıçdaroğlu,. Il est félicité par de nombreux dirigeants, notamment Volodymyr Zelensky et Vladimir Poutine. Le 3 juin, en présence de 80 chefs d'État et de gouvernement étrangers, il prête serment pour son troisième mandat présidentiel devant la Grande Assemblée nationale, au sein de laquelle son Alliance populaire, coalition attrape-tout, détient toujours la majorité absolue des sièges à la suite des élections législatives de mai,,.
Le président annonce le même jour la composition de son nouveau gouvernement. Comptant dix-sept membres, le nouveau cabinet est très différent du précédent, seuls deux ministres (Santé et Culture) étant maintenus en fonction. À la vice-présidence, Fuat Oktay est remplacé par l'ancien ministre du Développement Cevdet Yılmaz. Parmi les nominations notables figure également celle de Mehmet Şimşek à l'Économie : cette désignation vise à rassurer les marchés financiers, laissant augurer une politique plus orthodoxe, avec la fin des faibles taux d'intérêt jusqu'alors défendus par le chef de l'État. Aux Affaires étrangères, le nouveau ministre est Hakan Fidan, ancien chef du service de renseignement et homme de confiance d'Erdoğan,.
En mai 2025, il nomme un comité pour rédiger une nouvelle Constitution. Il est ainsi soupçonné de vouloir se représenter en contournant ainsi la limite de mandats.

## Actions et prises de position

### Conservatisme religieux

#### Égalité femmes-hommes
Le 24 novembre 2014, il affirme, « Coran à l'appui, que les femmes ne pouvaient être considérées comme les égales des hommes » et déclare que selon l'islam le rôle des femmes dans la société est de faire des enfants. Il affirme aussi que les féministes ne peuvent pas le comprendre « parce qu'elles n'acceptent pas l'idée même de la maternité ». Il a aussi assuré que « les deux sexes ne pouvaient pas être traités de la même façon parce que c'est contre la nature humaine » et qu'on ne peut pas mettre sur le même plan une femme qui allaite et un homme.
En août de la même année, il suscite la colère des mouvements féministes turcs en tentant de limiter le droit à l'avortement ; il considère que les femmes ayant recours à l'avortement sont des « traitres ». Les associations de défense des femmes turques accusent le gouvernement d'encourager les violences conjugales. Selon elles, « plus de 200 femmes ont été tuées en Turquie par leur mari ou leur compagnon depuis le début de l'année ». En 2019, dans le classement des inégalités femmes-hommes établi par le Forum économique mondial, la Turquie figure à la 130e place.
Erdogan estime qu'une femme sans enfant est « incomplète ». En 2016, il compare l'avortement à un « crime contre l'humanité ».

#### Laïcité

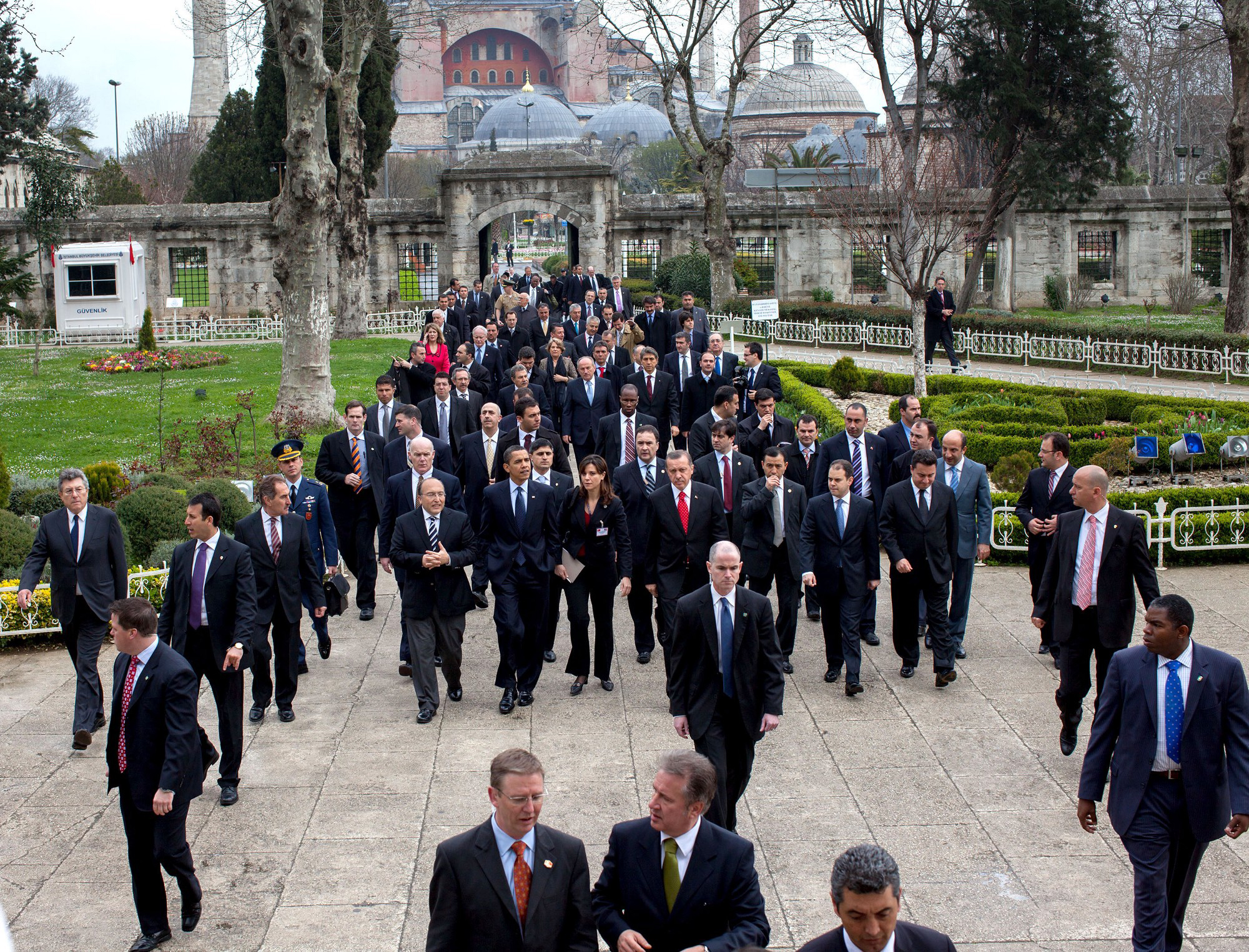
Recep Tayyip Erdoğan et le président des États-Unis, Barack Obama, marchant de Sainte-Sophie à la Mosquée bleue (Istanbul, 2009).

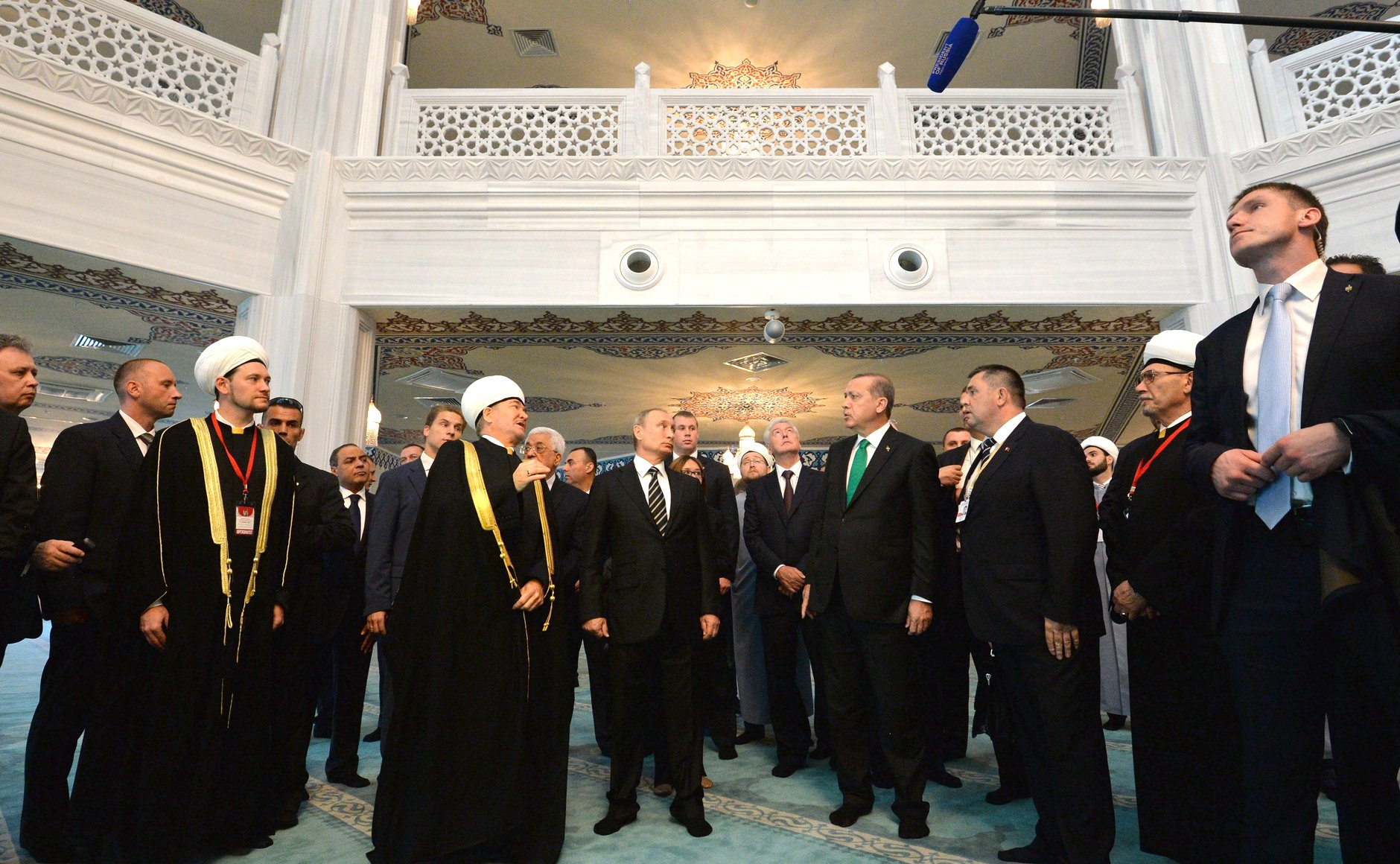
Erdoğan, Vladimir Poutine et Mahmoud Abbas à la cérémonie d'ouverture de la mosquée-cathédrale de Moscou (2015).

L'arrivée de l'AKP au pouvoir a fait craindre à l'Union européenne, et à beaucoup de Turcs, que la laïcité kémaliste puisse être menacée. Le port du voile dans les universités, après plusieurs tentatives infructueuses (véto de la cour constitutionnelle, menace de dissolution) a été autorisé en février 2008 par la Grande Assemblée nationale de Turquie. Erdoğan estime toutefois qu'il faut introduire en Turquie une plus grande liberté religieuse. Son mandat a aussi été marqué par une loi sur l'adultère, qui devait criminaliser l'infidélité. Ce projet de loi a été vite abandonné sous la pression de l'armée, des médias, et de l'Union européenne.
Erdoğan récuse les accusations d'islamisme qui lui sont faites et se déclare « démocrate conservateur » ou « démocrate musulman » (en référence aux démocrates chrétiens européens), il s'affirme respectueux de la démocratie et de la laïcité et relègue la religion à la sphère privée. Erdoğan se dit proche des partis chrétiens-démocrates européens.
Au cours des printemps arabes, Erdoğan se livre à une apologie de la laïcité, qu'il tente d'exporter, notamment en Égypte. Ainsi, le 12 septembre 2011, lors d'un entretien télévisé accordé à Mona El-Shazly, il déclare : « Je recommande que l’Égypte ait aussi une constitution laïque. Parce que la laïcité n’est pas ennemi de la religion. N’ayez pas peur de la laïcité. J’espère que le nouveau régime sera laïc en Egypte. J’espère qu’après mes déclarations, le peuple égyptien changera son regard sur la laïcité ». Ces propos suscitent la colère des Frères musulmans (qui avaient accueilli triomphalement Erdoğan au Caire plus tôt dans la journée) et notamment de leur porte-parole Mahmoud Ghozlane (ar), qui les dénoncent comme une ingérence étrangère,.
À partir de 2012, une fois l'élite militaire en prison lors du procès Ergenekon, Recep Tayyip Erdoğan fait davantage référence à l'Islam, rappelant ses discours télévisés des années 1990.
En 2014 et en 2015, Erdoğan fait voter de nouvelles lois autorisant le port de signes religieux dans l'administration publique pour les fonctionnaires.
La gauche turque, notamment l'opposition laïque du parti créé par Atatürk, le CHP Parti républicain du peuple, récuse une laïcité de façade et dénonce un pouvoir personnel qui aurait pour but d'en finir avec la laïcité. Cette opposition stigmatise une collusion du pouvoir avec des dirigeants religieux comme Fethullah Gülen ; en Turquie, des groupes religieux ont en effet une grande influence dans le milieu éducatif ; ils pointent les manquements de l'éducation nationale, réclament une plus grande place pour la religion à l'école et veulent la promotion du créationnisme musulman.[réf. souhaitée]
Le 25 avril 2016, le président du Parlement İsmail Kahraman s'annonce publiquement en faveur d'une constitution islamique, déclarant : « La laïcité ne doit pas figurer dans la nouvelle constitution. Pourquoi éviter le concept de constitution religieuse ? Nous sommes musulmans. Le texte devrait parler de religion ». Face à ces propos, Erdoğan se pose en fervent défenseur de la laïcité et affirme le lendemain, lors d'une visite d'État à Zagreb, que « Le président du Parlement a exprimé ses opinions personnelles sur la nouvelle constitution. En ce qui me concerne, mon avis sur la question a toujours été clair […] il est mentionné dans le manifeste de l'AKP : c'est la laïcité sur le modèle anglo-saxon et européen ».
À la rentrée 2017, les programmes scolaires sont modifiés dans certaines classes (avant d'être étendus à toutes l'année suivante). Ils y introduisent la notion de djihad et suppriment toute référence à la théorie de l'évolution de Charles Darwin. Pour le ministre de l'Éducation nationale İsmet Yılmaz, « le djihad est un élément de notre religion : il en fait partie, et il est donc du devoir du ministère de l'Éducation d'enseigner ce concept de manière appropriée », justifiant également le retrait du darwinisme comme étant « hors de portée des élèves et pas pertinent à ce stade ». Pour Ata Esen, du syndicat de l'éducation Egitim Sen, « on est en train d'assister à un formatage islamo-nationaliste des enfants ».
Le 26 octobre 2020, le président turc appelle au boycott des produits français, prenant la tête d'un mouvement de colère dans le monde musulman contre le président Emmanuel Macron après que ce dernier eut défendu, aux lendemains de la décapitation d'un enseignant français, la liberté d'expression, y compris à travers les caricatures du prophète Mahomet.

#### Minorités religieuses
Le Vatican a dénoncé la « christianophobie institutionnelle en Turquie ». Edmond Farhat, nonce apostolique (en) à Ankara, a affirmé que la liberté religieuse n'existe que sur le papier dans ce pays. L’Église catholique romaine se plaint notamment de ce qu'aucune reconnaissance juridique ne lui ait été accordée, reconnaissance juridique qu'elle réclame depuis 1970.
L'Église orthodoxe de Constantinople attend toujours la réouverture de son Institut de théologie orthodoxe de Halki, et les églises se voient retarder sans date les autorisations de faire des réparations indispensables sur leurs églises. À ce jour les étudiants grecs étudient toujours sur des photocopies, les livres étant toujours interdits. Les popes n'ont toujours pas le droit de sortir en habit de culte dans les rues.
Le commissaire européen chargé de l'élargissement, Olli Rehn, a d'ailleurs averti par écrit le gouvernement turc que la liberté religieuse appliquée en Turquie ne répondait pas aux critères fixés par l'Union.
Le 13 mai 2010, le Premier ministre turc Recep Tayyip Erdoğan a lancé un appel à ne pas discriminer les non-musulmans. Il a envoyé une lettre publique dans laquelle il appelle explicitement à respecter les droits des minorités chrétiennes et juives, à respecter leur clergé et à éviter les commentaires discriminatoires. « Les non-musulmans sont partie intégrante de l'État turc et ont le droit de préserver leur identité et leur culture ».
En août 2019, il inaugure le chantier de construction d'une église syriaque, première église construite dans le pays depuis 1923.
En juillet 2020, le retour de la basilique Sainte-Sophie au culte musulman voulu par Erdoğan suscite des réactions négatives à l'étranger.

### Politique intérieure
Le début de son mandat est marqué par quelques réformes politiques et économiques telles qu'un élargissement des droits des instances religieuses non musulmanes, la réduction de six à trois ans des peines de prison pour « insulte » aux forces armées et autres piliers de l'État turc, la limitation de leur application aux insultes avec « intention » et le remplacement des peines de prison de la loi relative à la presse par des amendes. Les lois amendées contiennent cependant des dispositions permettant d'envoyer les journalistes en prison. D'autres lois et articles de code répressifs envers la presse sont restés inchangés.
La mise en œuvre de ces réformes s'est toutefois heurtée aux résistances de l'appareil d'État et sont fortement remises en question à l'approche des années 2010 par les intellectuels turcs et l'Union européenne, dont l'écrivain et prix Nobel de littérature Orhan Pamuk, le musicien Fazıl Say ou le peintre Bedri Baykam qui voient en Erdoğan un despote qui fait sauter un à un les verrous de la laïcité afin d'instaurer un régime islamiste et personnel.

#### Restrictions à la liberté de la presse

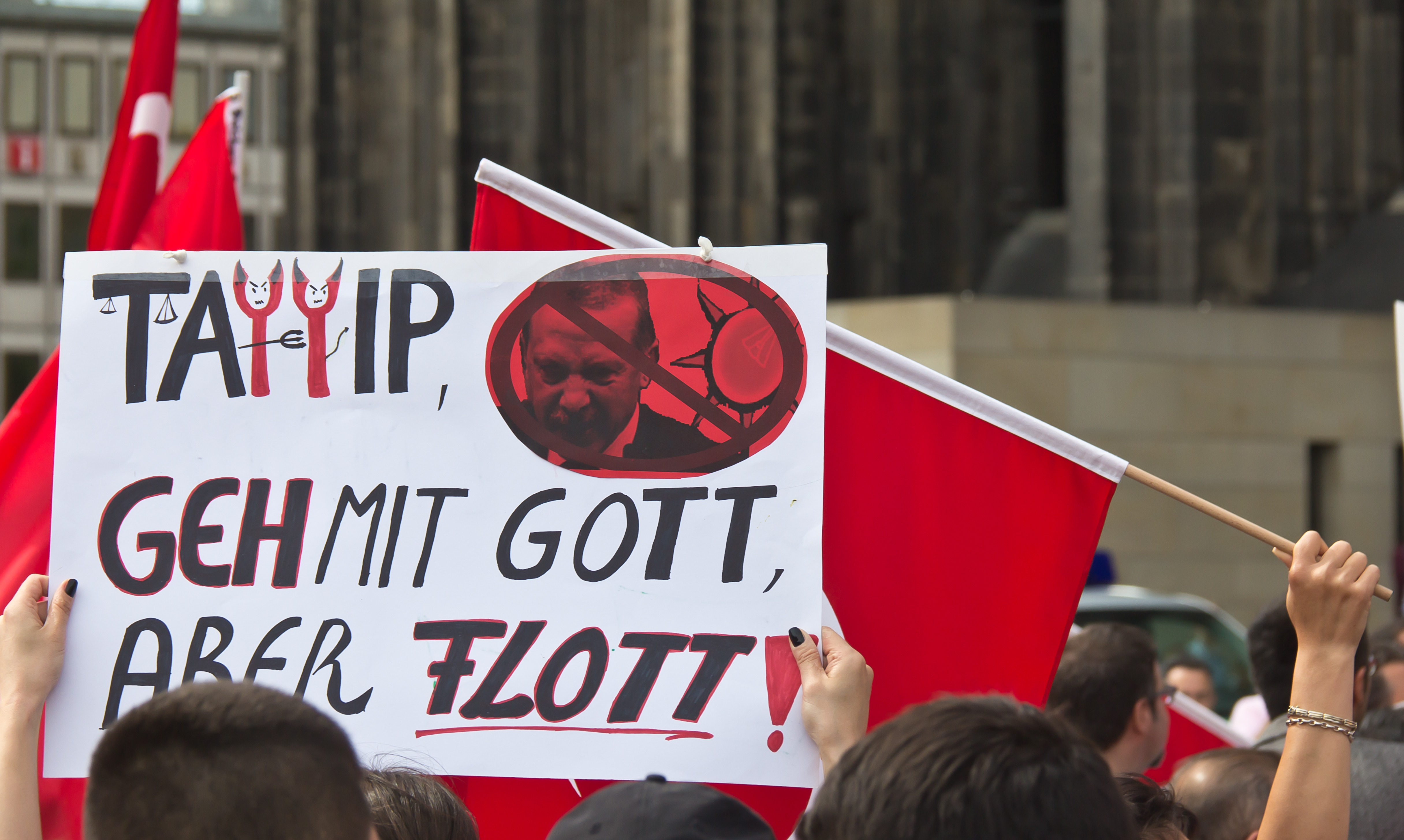
Protestations contre Erdoğan à Cologne (Allemagne), en 2013.

Au cours des années de pouvoir d'Erdoğan la Turquie n'a cessé d'accentuer le caractère restrictif de sa politique en matière de liberté d'information et a en conséquence soulevé de nombreuses critiques d'ONG internationales. De 72 à 97 journalistes turcs sont en prison en 2012,, contre 13 fin 2002, l'année de l'arrivée au pouvoir de l'AKP. L'organisation Reporters sans frontières qualifie alors la Turquie de « première prison au monde pour les journalistes », ce qui est confirmé l'année suivante par le Comité pour la Protection des Journalistes (bien que le mode de comptabilisation des deux organisations diffère). Cette situation semble continuer à se dégrader,,, puisqu'en 2016, la Turquie n'atteint plus que la 151e place, sur 180 pays évalués, dans le classement annuel de RSF des pays du monde selon leur indice de liberté de presse. En 2019, elle rétrograde encore et se place en 157e position sur 180 au classement mondiale de la liberté de la presse. L'ONG souligne notamment la concentration de la plupart des médias entre les mains de patrons de presse proche du pouvoir, le harcèlement et la multitude de procès intentés pour « insulte » ou « terrorisme », ou encore la saisie par la police de journaux critiques du régime, la chasse à tous les médias critiques, la censure d'internet et des réseaux sociaux, particulièrement depuis la tentative de putsch en 2016,,.
Des intellectuels dénoncent également l'affaire Ergenekon, qui serait un prétexte pour faire taire l'armée, rempart traditionnel contre l'islamisme dans le jeu d'influence politique dans le pays, et pour faire disparaître une opposition laïque journalistique de plus en plus virulente contre le régime. En effet, Erdoğan intente régulièrement des procès à l'encontre des journaux d'opposition,,,,,,,, si bien que ces journaux sont l'objet de saisies ou sont fortement pénalisés par les amendes. L'opposition de gauche fait surtout les frais de ces procès, comme en 2011 le journal « Aydınlık »,[réf. nécessaire].
Ce durcissement du gouvernement turc contre la liberté de la presse s'accentue au cours de son mandat. En 2015, 15 chaînes de télévision sont ainsi saisies ou interdites d’émettre par le pouvoir, des centaines de journalistes sont sous le coup de poursuites pour avoir « insulté le président ». En novembre 2015, les journalistes Can Dündar et Erdem Gül sont accusés d'« espionnage » pour avoir publié en mai un article sur les livraisons d'armes des services secrets turcs (MIT) à des groupes rebelles en Syrie. Le journaliste français Loup Bureau est également emprisonné comme « terroriste » en 2017 dans une geôle turque alors qu'il voulait enquêter sur l’offensive des forces kurdes des YPG syriennes,.
Les procès pour injure envers M. Erdoğan se sont multipliés depuis son élection à la tête de l’État en août 2014. Environ 2 000 procédures judiciaires ont été lancées en Turquie pour ce motif entre août 2014 et avril 2015,,,. En 2017, près de 3 000 journalistes ont perdu leur travail, souvent parce que le média pour lequel ils travaillaient a été interdit.

#### Liberté d'expression
Des organisations de défense de la liberté d'expression pointent le quotidien Yeni Akit, proche d'Erdoğan, l'un des journaux les plus lus de Turquie - et ses déclinaisons télévisuelles - pour avoir incité au meurtre d'une dizaine de journalistes, académiciens et juristes dont le journaliste arménien Hrant Dink abattu en 2006, et continuer de le faire. Ce journal est connu pour ses commentaires ultra-conservateurs sur les sujets de société et pour avoir chanté les louanges d'Oussama Ben Laden lors de sa mort mais « aussi pour son racisme, son antisémitisme et ses appels à la violence, en particulier contre des journalistes ». En décembre 2012, le journal a publié une liste de 60 journalistes en les qualifiant de « terroristes et criminels ».
Après la fusillade d'Orlando du 12 juin 2016, « Yeni Akit » a titré son article à propos de cette tuerie de masse perpétrée dans une boîte de nuit gay : « 50 pervers tués dans un bar ».
Sous couvert de lutte antiterroriste, le président créé une nouvelle police de proximité, les « Bekçi », critiqués car supposés renforcer le contrôle sur la société.
La Turquie détient en 2018 le record du monde du nombre d'écrivains et de journalistes en prison. Fin 2021, le maintien des détentions arbitraires d'opposants politiques, en particulier Selahattin Demirtaş et Osman Kavala, porte atteinte au crédit international du régime.

#### Mesures économiques

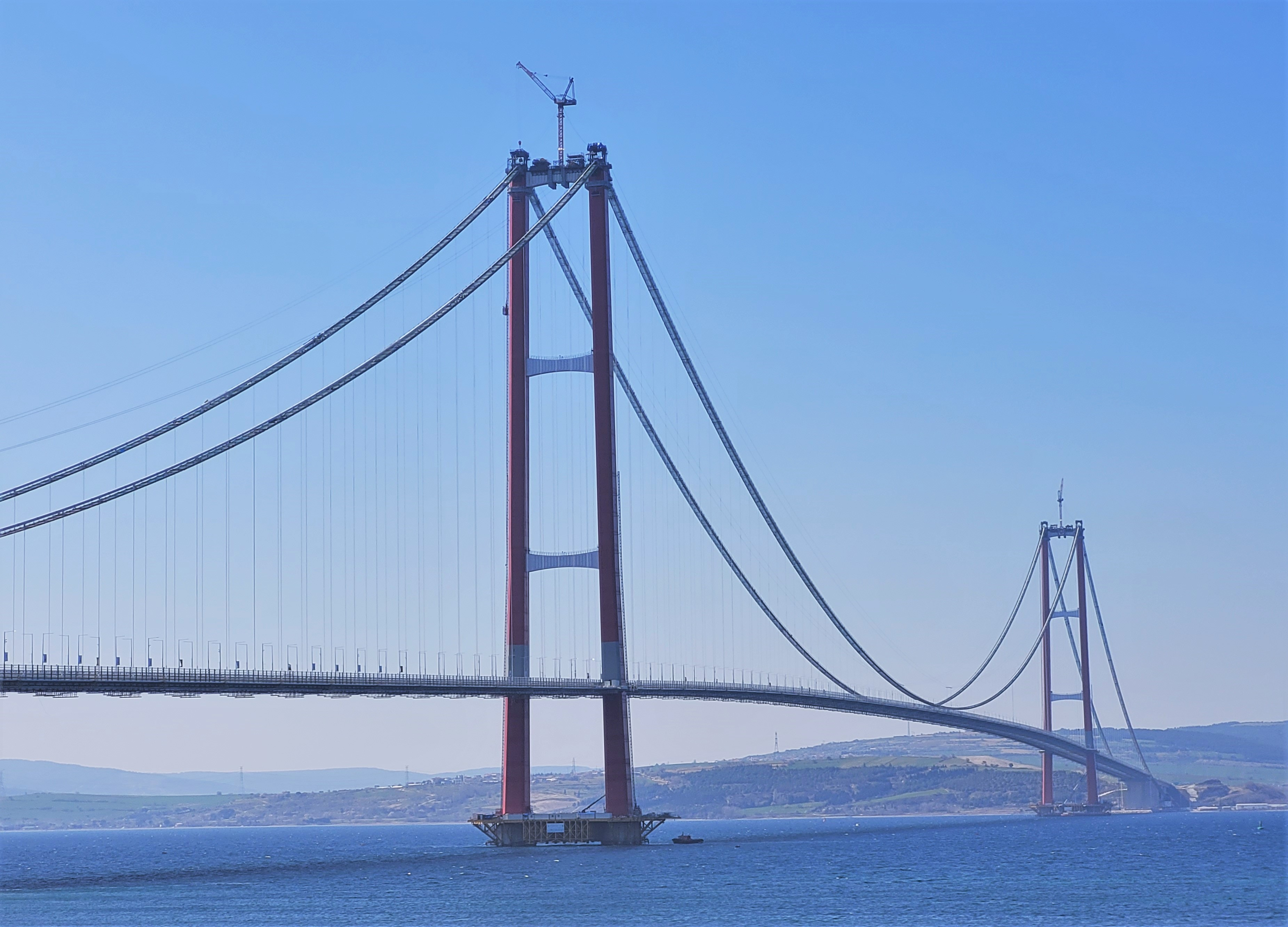
Le pont du détroit des Dardanelles (province de Çanakkale), dont la portée de la section centrale est la plus longue du monde.

La Turquie a affronté la plus grave crise financière de son histoire récente en 2000 et en 2001. Mais les Turcs ont aussi été véritablement marqués par le séisme de 1999 à Izmit, qui leur a montré l'étendue de la corruption dans leur pays. Le gouvernement Erdoğan a promis de faire de la lutte contre la corruption une de ses priorités.
Mais la victoire de l'AKP doit beaucoup à l'exaspération de la classe moyenne, victime de plein fouet du chômage. Pour rééquilibrer les comptes de la Turquie (elle est le deuxième plus gros débiteur du FMI après le Brésil, avec 16 milliards de dollars, sa dette extérieure atteint 30 % de son PIB et sa dette publique est de 80 %), l'AKP suit la politique économique du FMI.
Le passage d'Erdoğan au pouvoir est marqué par la libéralisation de l'économie et la diminution du nombre de fonctionnaires. Sa politique poursuit la politique entreprise par les anciens gouvernements, c’est-à-dire mettre fin au protectionnisme d'État et libéraliser les échanges commerciaux, en abaissant les droits de douane, et en supprimant les quotas sur les importations.
Le gouvernement ouvre les marchés dans tous les secteurs de l'économie. Il privatise les grands groupes publics comme Türk Telekom, les géants du gaz et du pétrole, les ports et les aéroports. Il libéralise le marché du travail, réforme les systèmes bancaires et de crédits, promeut l’esprit d’entreprise. La Turquie devient prisée des investisseurs étrangers, lesquels injectent près de 400 milliards de dollars l’économie entre 2003 et 2012. L'environnement institutionnel stable créé par le gouvernement obtient des résultats positifs entre 2002 et 2011 avant de connaître un net ralentissement à partir de 2012. En 2015, l'orientation économique voulue par Erdoğan demeure sujette à interrogations dans un pays qui connaît des déséquilibres macroéconomiques importants, en particulier déficits extérieurs et inflation.
Depuis 2018, le pays subit une succession de crises monétaires. La livre turque perd 30 % de sa valeur en 2018, 44 % en 2021 et 28 % en 2022. Cette année-là, l’inflation atteint, selon l’institut statistique de Turquie, un niveau record en un quart de siècle, à 85,5 % sur un an. Le taux d'inflation réel serait de 186 % selon les économistes indépendants du groupe ENAG. Le taux de chômage atteint 13,1 % en mars 2021.
Comme conséquence de la crise économique, plus d'un tiers de la population turque vit sous le seuil de pauvreté et près de deux millions d'enfants sont forcés de travailler, d'après les chiffres officiels.

#### Réformes institutionnelles

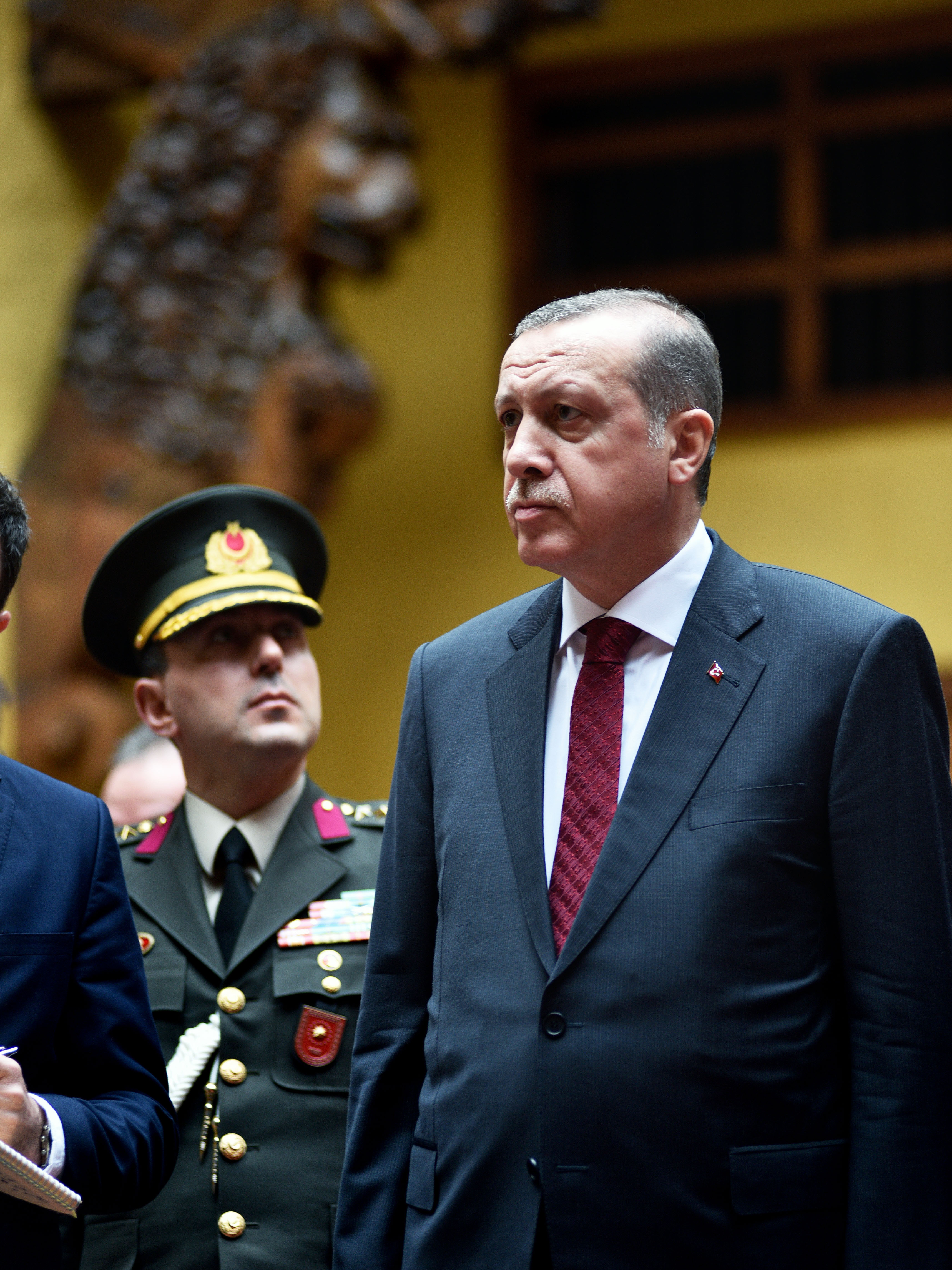
Erdoğan lors de sa visite au Pérou (Lima, 2 février 2016).

Sur le plan institutionnel, Erdoğan s'est prononcé à plusieurs reprises en faveur d'une modification importante de la Constitution de la Turquie, offrant notamment au président de la République une compétence plus élargie et plus importante.
Il propose que l'élection du président se fasse au suffrage universel, alors qu'il est actuellement élu par le Parlement. En 2007, alors qu'une partie de la presse turque et européenne évoquait l'hypothèse d'une candidature d'Erdoğan à la présidence de la république de Turquie, il déjoue les pronostics en faisant élire un de ses proches, le ministre des Affaires étrangères, Abdullah Gül.
Au cours de la campagne menée pour les élections législatives de 2011, l'idée d'une nouvelle Constitution est évoquée par Erdoğan, lui-même en campagne.
Le 10 août 2014, il est élu président de la république de Turquie. Sa victoire est nette, puisqu'il l'emporte avec 51,8 % des voix dès le premier tour face à Ekmeleddin İhsanoğlu (CHP, 38,4 %) et Selahattin Demirtaş (HDP, 9,8 %).
Son élection permet à Erdoğan de continuer de diriger le pays, cette fois-ci comme président de la République, malgré les critiques concernant le fait que la Turquie devienne une autocratie. Elle change de facto la Turquie en un régime présidentiel, même si dans les faits, le régime demeure parlementaire ; il faudra attendre 2017 pour modifier la Constitution. Le politologue Baskin Oran écrit : « Erdoğan va instaurer un régime basé sur un seul homme, qui frôle une dictature. Car il a supprimé la séparation des pouvoirs. L'exécutif, c'est lui, le législatif, c'est son parti, la justice est sous sa tutelle, les juges et les procureurs qui ouvrent des enquêtes non désirées sont immédiatement virés. Quant au quatrième pouvoir, les médias sont, en dehors de quelques exceptions, sous son contrôle ».
Le 31 décembre 2015, lors de ses vœux du nouvel an, il défend le système présidentiel fort qu'il veut instaurer en Turquie en prenant pour exemple l'Allemagne d'Adolf Hitler. Il déclare ainsi « Dans un système unitaire (comme la Turquie) un système présidentiel peut parfaitement exister. Il y a actuellement des exemples dans le monde et aussi des exemples dans l'histoire. Vous en verrez l'exemple dans l'Allemagne d'Hitler. »,,.
Après la victoire du « oui » au référendum constitutionnel de 2017, un régime présidentiel est mis en place.

### Question kurde

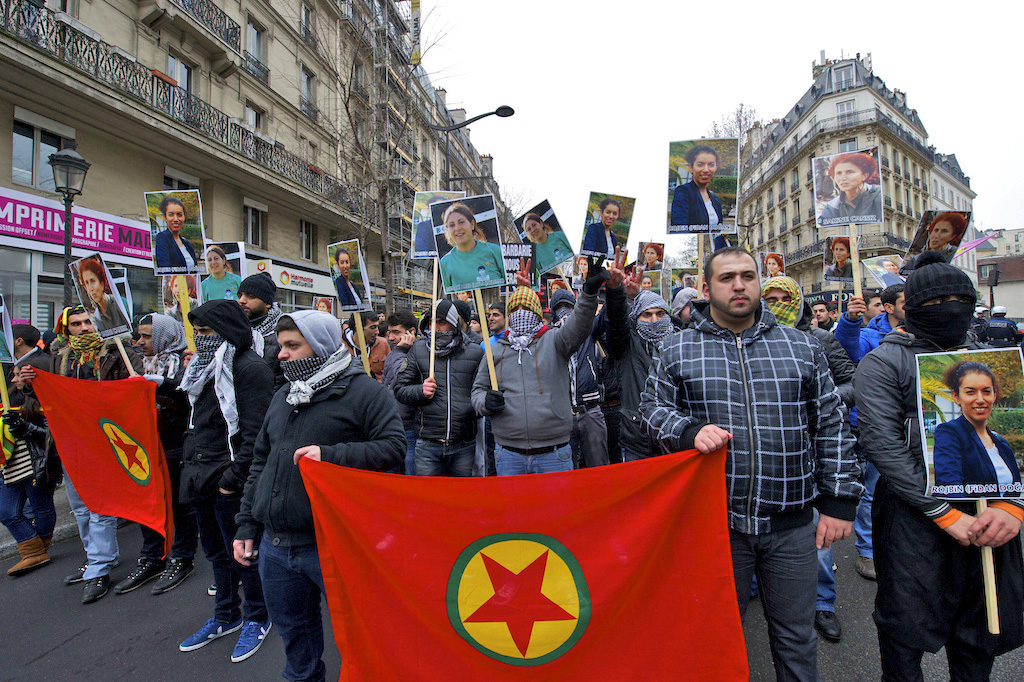
Manifestation, le 26 juin 2013 à Paris, pour dénoncer le triple assassinat à Paris de femmes activistes kurdes liées au PKK.

Le Parti des travailleurs du Kurdistan (PKK), considéré comme une organisation terroriste par la Turquie, l'Union européenne et les États-Unis, après quinze ans de lutte pour l'indépendance et 37 000 morts, avait décrété un cessez-le-feu en 1999 avec l'ancien gouvernement. Le cessez-le-feu est rompu en 2004.
Le 12 août 2005, Erdoğan promet de régler le problème kurde avec plus de démocratie. Il a d'ailleurs déclaré lors d'un discours à Diyarbakir : « Le problème kurde n’est pas le problème d’une partie de notre peuple, mais le problème de tous. C’est donc aussi le mien. Nous allons régler chaque problème avec encore plus de démocratie, plus de droits civils, et plus de prospérité, dans le respect de l’ordre constitutionnel, du principe républicain et des principes fondamentaux que nous ont légués les pères fondateurs de notre pays ».
Puis il a rappelé les trois idéologies que combat l'État turc :
- le nationalisme ethnique ;
- le nationalisme régional ;
- le nationalisme religieux.

Le gouvernement Erdoğan a mis fin à quinze ans d'état d'urgence dans le Sud-Est du pays. Il a également autorisé la diffusion de programmes en langue kurde à la radio et à la télévision et a aussi permis l'ouverture d'instituts privés d'enseignement de la langue kurde. Mais ces réformes et ces actes n'ont pas tous été suivis d'effets.
Les Kurdes réclament également que le gouvernement fasse quelque chose pour sortir la partie kurde de la Turquie de la pauvreté et de la morosité économique. Erdoğan a affirmé que le gouvernement n'y prévoyait pas d'investissements industriels, et il a au contraire encouragé les hommes d'affaires locaux à prendre l'initiative, en profitant des mesures d'incitation récemment mises en place.
Abdullah Öcalan, le chef de l'organisation séparatiste PKK, a échappé à l'exécution qui l'attendait (sa peine a été commuée en réclusion à perpétuité en 2002, lors de l'abolition de la peine de mort). L'Union européenne, qui accuse la Turquie de ne pas lui avoir fait un procès équitable, a demandé au gouvernement turc de rejuger le fondateur du PKK. Cependant, le président turc Abdullah Gül a déclaré que « même en le jugeant cent fois, il recevra le même châtiment »[réf. nécessaire].
Le 1er janvier 2009, Erdoğan inaugure la première chaîne publique turque (TRT 6) en langue kurde et prononce, en direct, quelques phrases en langue kurde. En juillet-août, il annonce sa volonté de réforme, en octroyant plus de droits culturels et linguistiques aux Kurdes, notamment par l'apprentissage de la langue kurde à l'école dès 2012. Cependant, la controverse ressurgit peu d'années plus tard, lorsqu'il donne l'ordre aux gouverneurs, en 2016, de fermer les uniques écoles kurdes de certaines régions.
Le Parti de la paix et de la démocratie (BDP), principal parti pro-kurde dont le HDP prendra par la suite le relais, ne voit dans ces mesures qu'une ouverture de façade. Selon lui, les citoyens de culture kurde sont toujours tenus pour des citoyens de seconde zone et subissent des discriminations à l'emploi. Les affrontements avec la police et l'armée se sont accrus en 2010 dans les régions de Turquie à population majoritairement kurde.
Le président turc met aussi à profit la guerre civile syrienne et l'expansion puis reflux de l’État Islamique pour affaiblir le mouvement kurde à l'extérieur de la Turquie. Malgré les accusations de nettoyage ethnique qui s'accumuleront contre lui, il commandite l'intervention des forces armées turques en Syrie à travers l'opération Bouclier de l'Euphrate (2016-2017), puis l'opération Rameau d'olivier (2018) autour d'Afrine, chef-lieu administratif à population majoritairement kurde jusqu'alors tenu par les YPG, ainsi que de multiples interventions de l'armée turque en zones à peuplement kurde du nord de l'Irak.
En août 2019, il fait destituer les maires HDP de Diyarbakir, Mardin et Van, élus avec respectivement 63 %, 56 % et 54 % des voix lors des municipales de mars, les accusant d'être « au service de terroristes au lieu de servir la population »[réf. nécessaire].
Il lance le 9 octobre 2019 une troisième opération militaire turque en Syrie, suscitant de vives réserves voire une réprobation au niveau international.
L'échec partiel de l'opération Claw-Eagle 2, menée en février 2021 contre le PKK dans le nord de l'Irak et se traduisant par la mort de treize otages turcs, suscite le débat dans l'opinion publique turque, y compris, un temps, au sein de l'opposition kémaliste (CHP).
Après une quatrième opération militaire turque en Syrie au début de mars 2020, une cinquième est lancée en novembre 2022.

### Politique environnementale
Les associations écologistes turques se mobilisent en 2013 contre la « loi de conservation de la nature et de la biodiversité » qui rendra possible des projets industriels ou d'urbanisation dans les espaces naturels s'ils répondent à un « intérêt public supérieur ». Cette notion, jugée floue, « ouvre la porte à toutes les dérives », selon les associations.
En 2013, la construction d'une soixantaine de centrales à charbon est en cours ou en projet. Selon Greenpeace, le gouvernement « ne laisse que très peu de place aux projets d'énergie renouvelable » et les émissions de gaz à effet de serre sont en augmentation.

### Relations diplomatiques

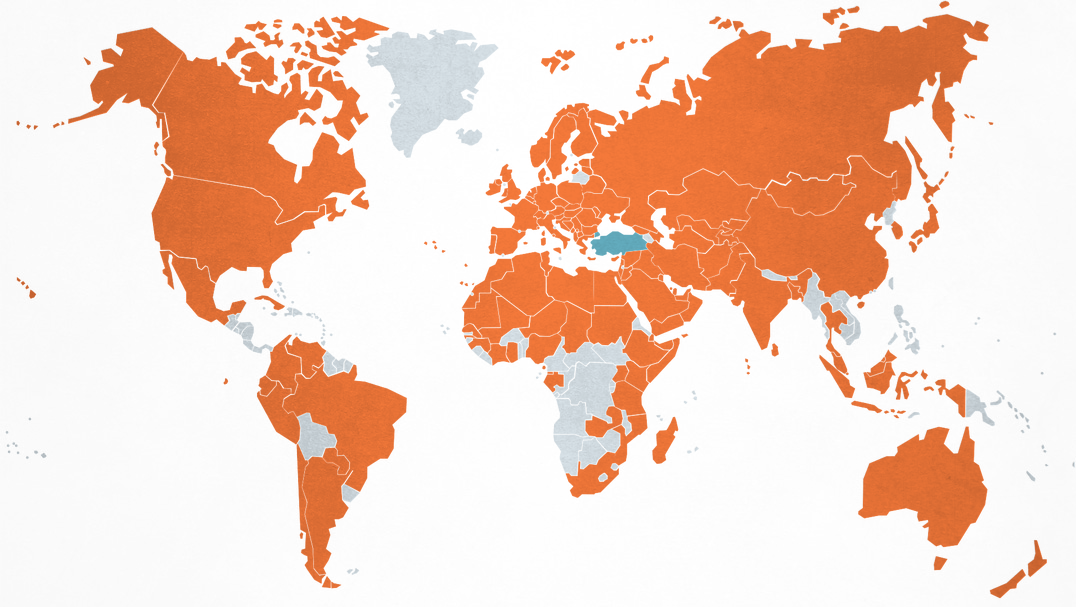
Carte représentant les pays visités par Recep Tayyip Erdoğan entre 2003 et 2021.

#### Considérations générales
La Turquie est toujours un allié important des États-Unis, et sert de médiateur avec les Palestiniens et les Syriens. Elle effectue un rapprochement avec la Grèce et reste un partenaire économique et politique important de l'Union européenne.
Dès le début de son mandat de Premier ministre, Erdoğan joue la carte de l'adhésion européenne, coupant l'herbe sous les pieds de ses opposants laïcs. Son gouvernement obtient en décembre 2004 la promesse de l'Union européenne d'entamer des négociations d'adhésion le 3 octobre 2005. Promesse tenue l'année suivante, malgré l'absence de reconnaissance de la république de Chypre. Cette dernière espère cependant pouvoir tirer de ses négociations la réunification de l'île et le départ des Turcs puisque chaque État doit signer l'accord d'entrée d'un nouveau.
Avec le président du gouvernement espagnol, José Luis Rodriguez Zapatero, Erdoğan est à l'origine de la fondation, en 2005, de l'Alliance des civilisations à l'Organisation des Nations unies, un projet visant à contrer le terrorisme par des moyens politiques, économiques et sociaux, et non militaires, à l'inverse de la « guerre contre le terrorisme » menée par George W. Bush.

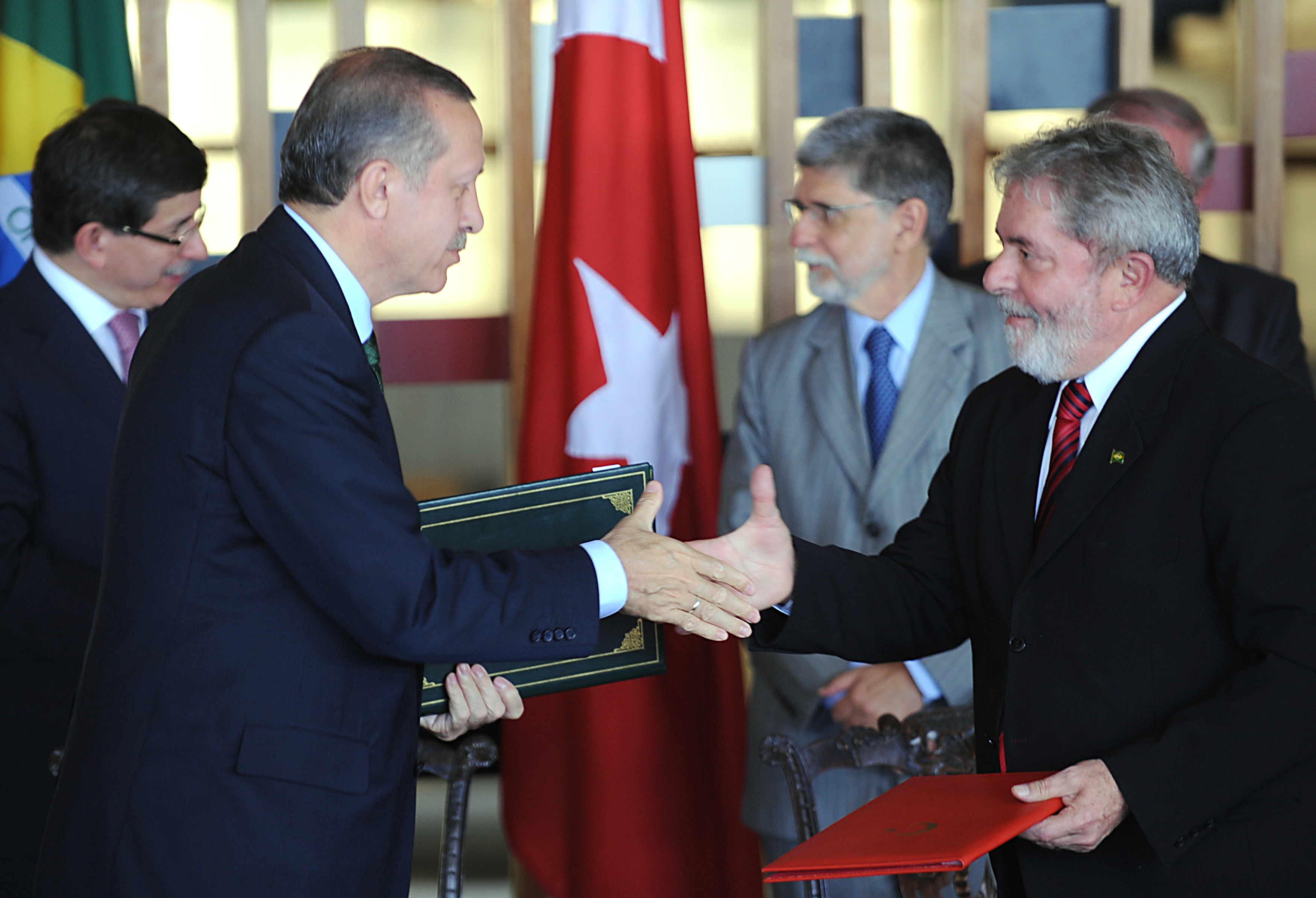
Erdoğan a négocié avec le président brésilien Lula l'accord sur le nucléaire iranien en 2010.

La Turquie change de cap diplomatique depuis l'ère de la présidence d'Erdoğan, d'autant plus depuis la venue d'Ahmet Davutoğlu au ministère des Affaires étrangères. Elle s'est ouverte de plus en plus vers le monde musulman, et commence à faire cavalier seul dans le jeu des équilibres géostratégiques. Les prises de position turques sur le nucléaire iranien en 2009, soutenues par le Brésil, montrent un changement de cap radical avec les gouvernements précédents, et commencent à inquiéter les nations occidentales sur les véritables intentions du pouvoir islamo-conservateur. Le gouvernement cherche à projeter ses succès économiques sur le terrain politique dans les anciens territoires de l'Empire ottoman en multipliant les partenariats avec les pays arabes, et en prônant la politique du zéro problème avec les voisins. On appelle cette nouvelle politique, le néo-ottomanisme. Erdoğan annonce aussi, en 2007, la construction de trois centrales nucléaires.

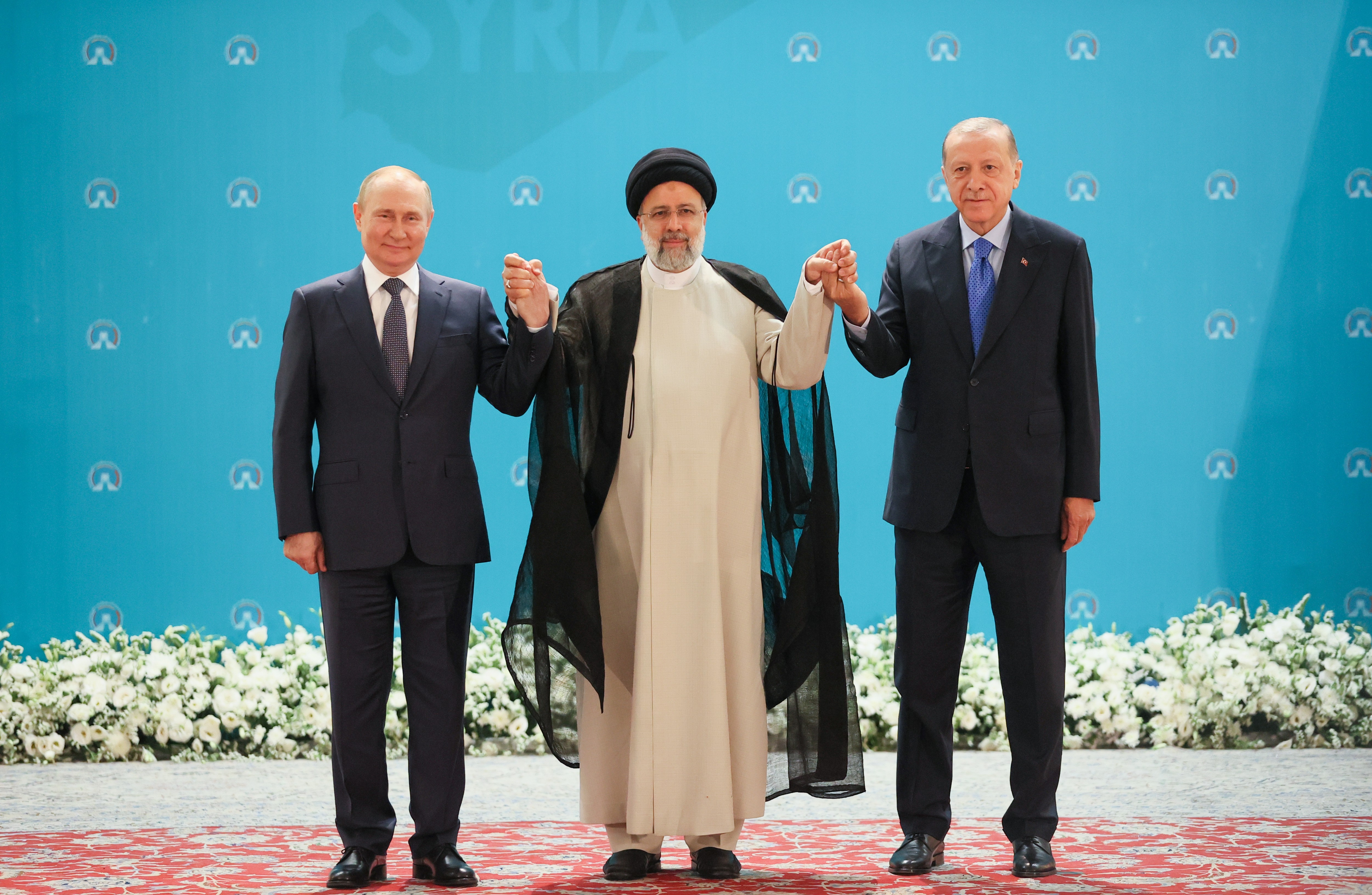
Erdoğan avec le président russe, Vladimir Poutine et le président iranien Ebrahim Raïssi (Téhéran, 19 juillet 2022).

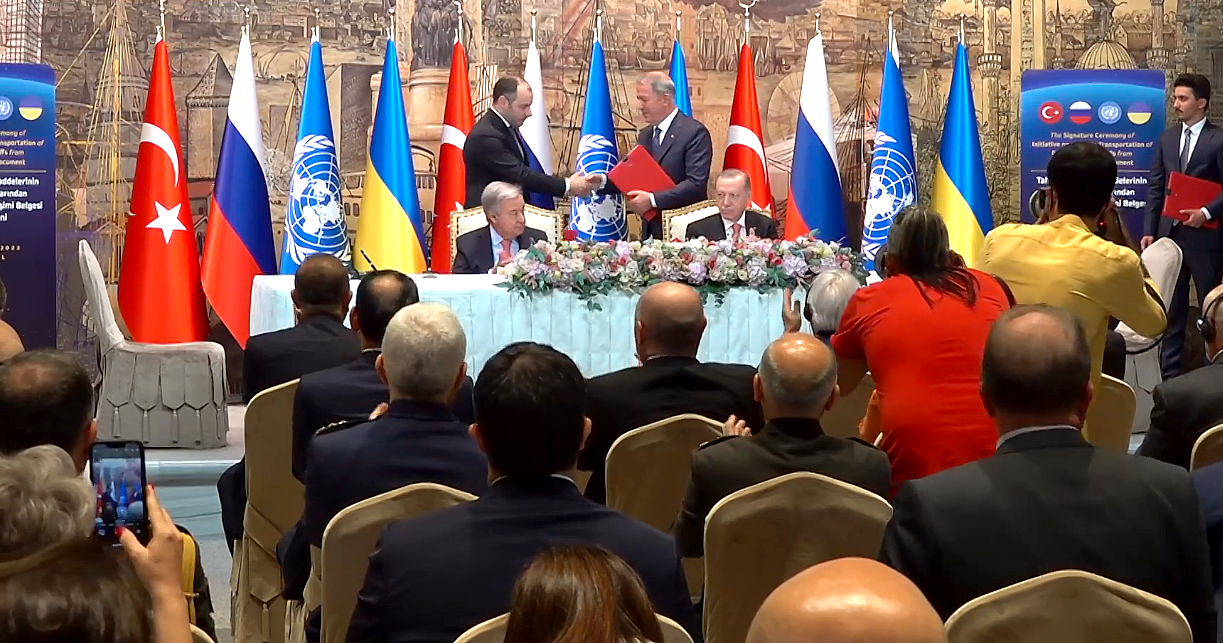
Signature de l'accord d'exportation de céréales entre la Turquie, l'Ukraine, la Russie et l'ONU à Istanbul, en 2022.

Ces prises de positions contradictoires de la nouvelle diplomatie turque témoignent d'un expansionnisme économico-politique qui inquiète les alliés traditionnels de la Turquie.
Le 10 février 2008, lors d'une visite officielle, il déclare, devant 20 000 personnes réunies à Cologne, à propos des Turcs d'Allemagne : « L'assimilation est un crime contre l'humanité ». Ces propos suscitent des sympathies dans la communauté turque, mais provoquent un tollé dans la droite allemande et relancent le débat sur la politique d'intégration des immigrés, alors que l'Allemagne a décidé de réduire les cours de langue turque et de durcir les conditions du regroupement familial.
En 2015, Erdoğan initie un rapprochement avec l'Arabie saoudite : il assiste aux funérailles du roi Abdallah à Riyad et proclame un jour de deuil national en Turquie. Il apporte en outre un soutien appuyé à l’intervention militaire saoudienne au Yémen et refuse toute condamnation de l’exécution de l’ayatollah et dissident chiite Nimr Baqr Al-Nimr par les autorités saoudiennes.
Les controverses liées à l'assassinat du dissident saoudien Jamal Khashoggi à Istanbul, le 2 octobre 2018, mettent toutefois en lumière les limites de ce rapprochement[réf. nécessaire].
Son évolution récente est plus difficile à lire, avec un aréopage de conseillers hétérogène.

#### Guerre d'Irak

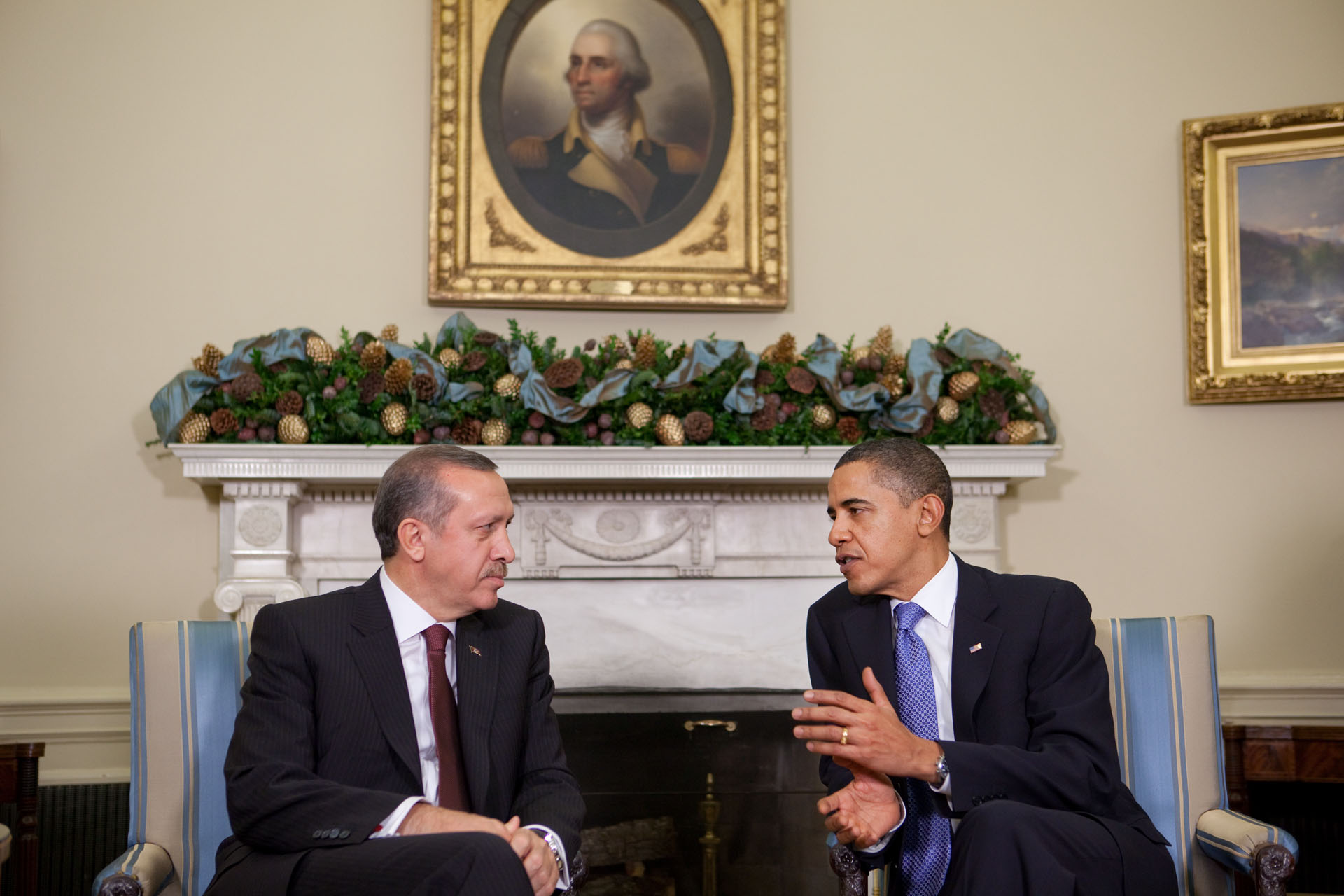
Recep Tayyip Erdoğan et le président des États-Unis, Barack Obama, lors d'un entretien à la Maison-Blanche, à Washington, D.C. (2009).

Pendant la guerre en Irak, le gouvernement américain avait demandé la permission de survoler le territoire turc, ainsi que le déploiement de 62 000 soldats américains dans le pays. Un grand débat eut lieu à cette occasion en Turquie, et le gouvernement refusa d'accorder cette autorisation. Pour faire pression, les Américains proposèrent un chèque de 15 milliards de dollars à la Turquie en dédommagement du coût de la guerre. Le gouvernement demanda l'avis de la Grande Assemblée nationale de Turquie, qui également refusa.
Bien qu'hostile à la guerre en Irak, Recep Tayyip Erdoğan, avec le soutien de l'armée, estimait qu'un soutien aux Américains était dans l'intérêt à long terme du pays, notamment pour prendre part aux décisions sur l'avenir des zones kurdes irakiennes.

#### Relations turco-israéliennes

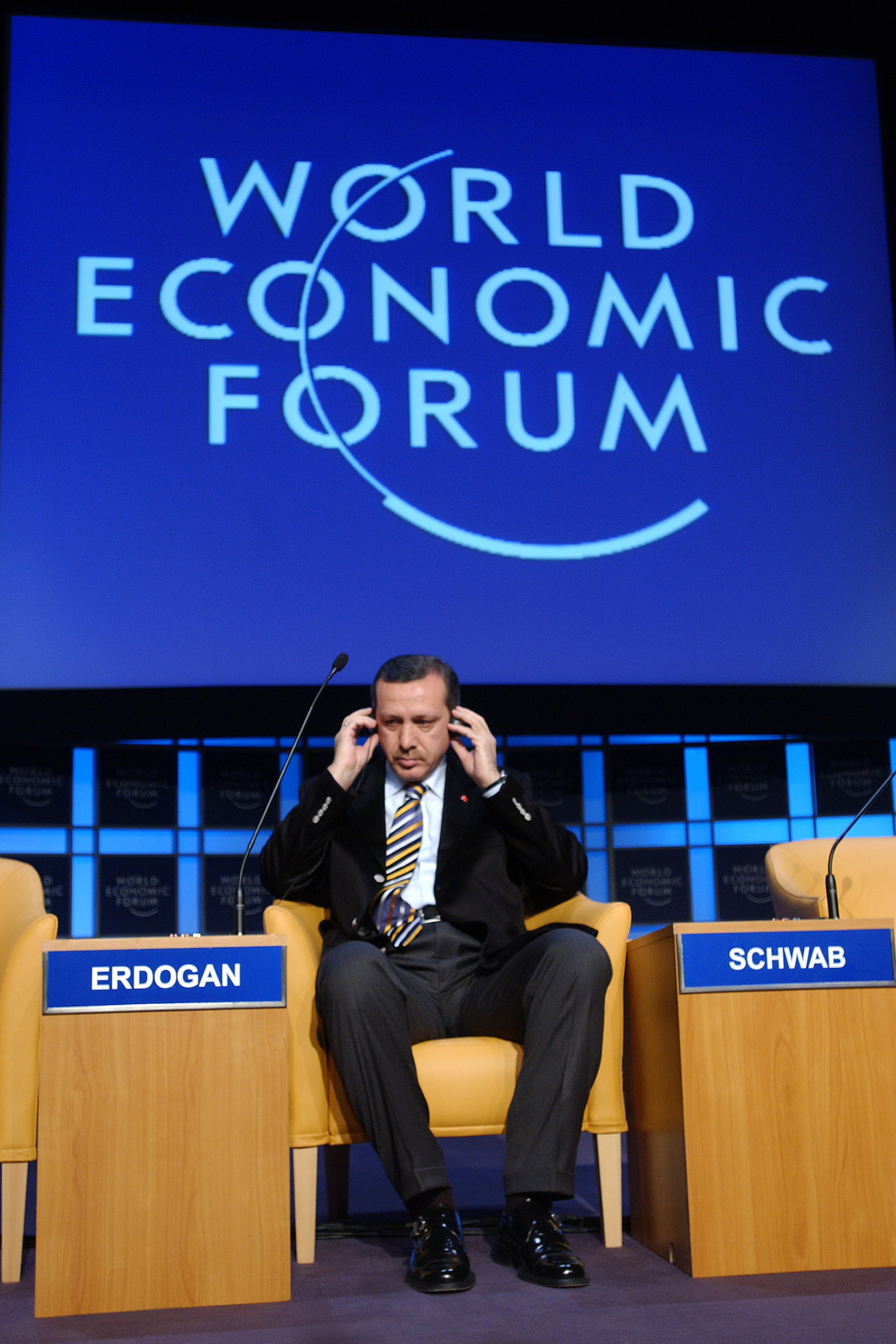
Erdoğan au Forum économique mondial de 2005.

Erdoğan n’a pas changé radicalement la politique de la Turquie vis-à-vis de l'État d'Israël qui reste un allié majeur. Cela n'a pas empêché Erdoğan de dénoncer la politique jugée musclée des gouvernements d'Ariel Sharon et de Benyamin Netanyahou.
En 2004, au lendemain de l'assassinat du Cheikh Ahmed Yassine du Hamas, Tayyip Erdoğan n'hésitait pas à qualifier cette opération d' « acte terroriste » puis il dénonça le « terrorisme d'État » pratiqué par Israël dans la bande de Gaza, avant de rappeler temporairement son ambassadeur à Tel-Aviv et son consul à Jérusalem « pour consultations ».
Lors de l'opération Arc-en-ciel, en mai 2004, qui fut déclenchée dans la ville de Rafah, Erdoğan a dénoncé la « terreur d’État » israélienne. Il déclara également que « les Israéliens traitent les Palestiniens comme ils ont été traités eux-mêmes, il y a cinquante ans ». Mais le partenariat stratégique et notamment militaire entre les deux pays n'est pas menacé par ces déclarations.
Les relations israélo-turques se sont toutefois réchauffées depuis[réf. nécessaire]. Erdoğan a proposé le 2 mai 2005 lors d'un voyage officiel en Israël et dans les territoires palestiniens de servir de médiateur dans le conflit israélo-palestinien. Même si Israël s'est aussitôt opposé à la proposition du Premier ministre turc par la voix de son ministre des Affaires étrangères, Silvan Shalom, les tensions ont nettement baissé.

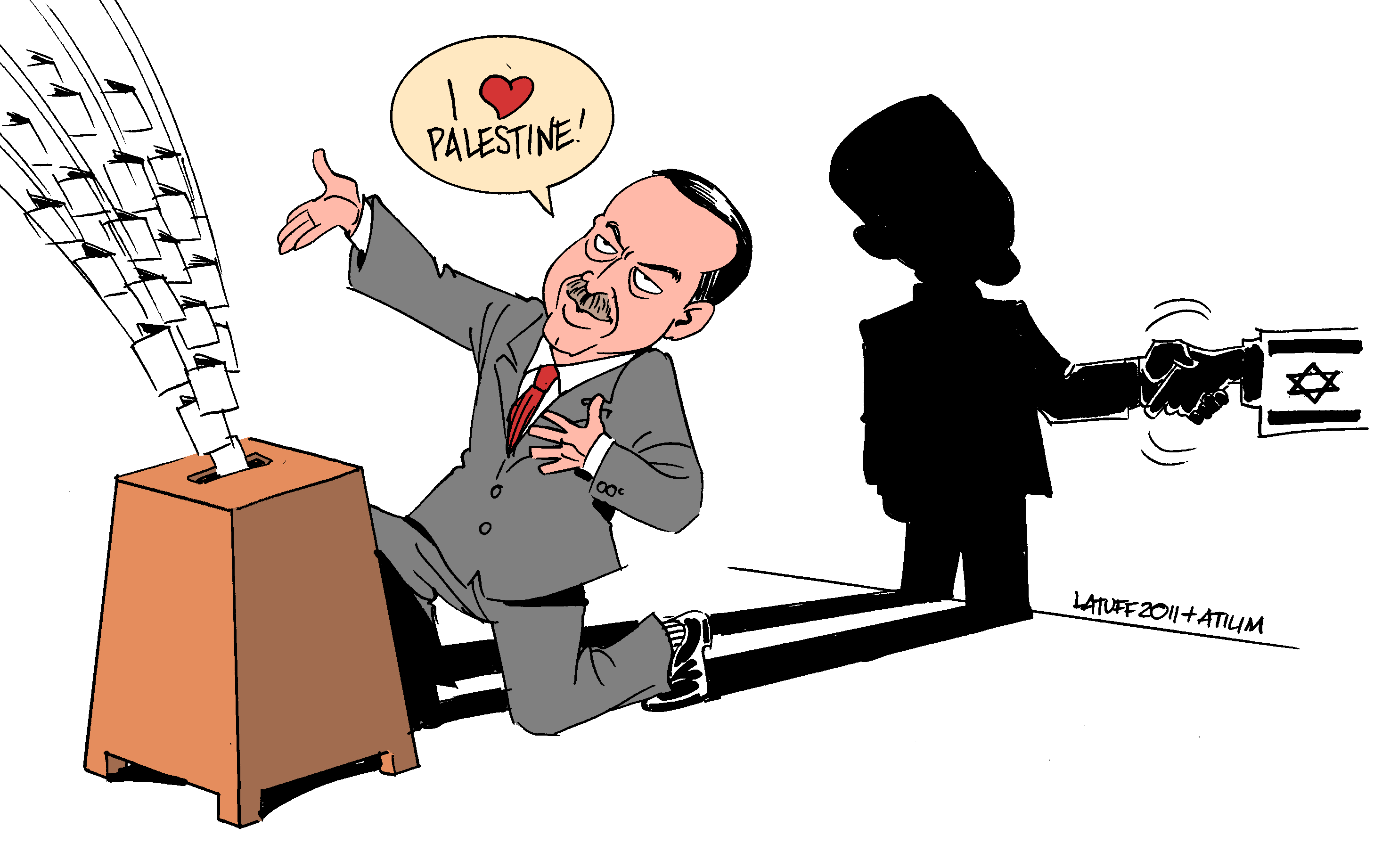
Caricature du pro-palestinien C. Latuff montrant en 2011 Erdoğan adorant la Palestine pour obtenir les voix de son peuple, tout en maintenant des relations avec Israël.

Certains événements sont cependant venus troubler le calme relatif. Le 29 janvier 2009, Erdoğan a quitté un débat au Forum économique mondial à Davos (Suisse) après avoir été interrompu lors de son argumentation par le modérateur, à la suite d'un plaidoyer du président israélien, Shimon Peres, en faveur de l'enjeu anti-terroriste de la récente offensive menée par son pays dans la bande de Gaza et qui avait fait plus de 1 330 morts palestiniens. Erdoğan a notamment déclaré : « Je pense que vous devez vous sentir un peu coupable. […] Vous avez tué des gens. Je me souviens des enfants qui sont morts sur des plages », faisant ainsi allusion à un dommage collatéral controversé sur lequel Israël et l'organisation Human Rights Watch avaient enquêté,.
Le 27 mars 2010, le Premier ministre turc déclare que « considérer Jérusalem comme la capitale indivisible de l'État hébreu, comme le font les Israéliens, est une folie. Jérusalem est la prunelle des yeux du monde musulman […] et on ne peut accepter aucune atteinte israélienne à Jérusalem et aux lieux musulmans », lors du Sommet annuel de la Ligue arabe.
En 2010 également, à la suite de l'abordage de la flottille pour Gaza, Erdoğan tient un discours très dur à la Grande assemblée nationale, condamnant un acte de « terrorisme d’État », dénonçant une « attaque insolente et irresponsable qui piétine toute vertu humaine ». En 2013, Benyamin Netanyahou présentera ses excuses au chef du gouvernement turc pour la mort de neuf Turcs lors de l'abordage soldant le contentieux lié à cette affaire.
En 2017, le président turc exhorte son homologue américain Donald Trump à revenir « sans délai » sur sa décision de reconnaître Jérusalem comme capitale d'Israël, après le vote par l'ONU d'une résolution condamnant cette mesure. Durant la même année, il annonce que la Turquie considère Jérusalem-Est comme la capitale de l'État de Palestine, tout en dénonçant à nouveau la décision américaine de reconnaître Jérusalem comme capitale d'Israël.
En 2020, l'État turc accorde la citoyenneté à des hauts responsables d'une cellule terroriste du Hamas, confirmant l'utilisation du territoire comme base arrière de planification et d'organisation des attentats contre l'État d'Israël.
Lors de l'attaque du Hamas contre Israël du 7 octobre 2023, Recep Tayyip Erdoğan appelle à la nécessité d'éviter toute mesure susceptible d'aggraver les tensions dans la région. Quelques jours plus tard, le président turc déclare qu'Israël ne se comporte « pas comme un État » et dénonce un « massacre d'innocents » dans la bande de Gaza. En décembre suivant, il compare le Premier ministre israélien, Benyamin Netanyahou, à Adolf Hitler, jugeant qu'il n'y a « aucune différence » entre les deux hommes.

#### Relations turco-grecques

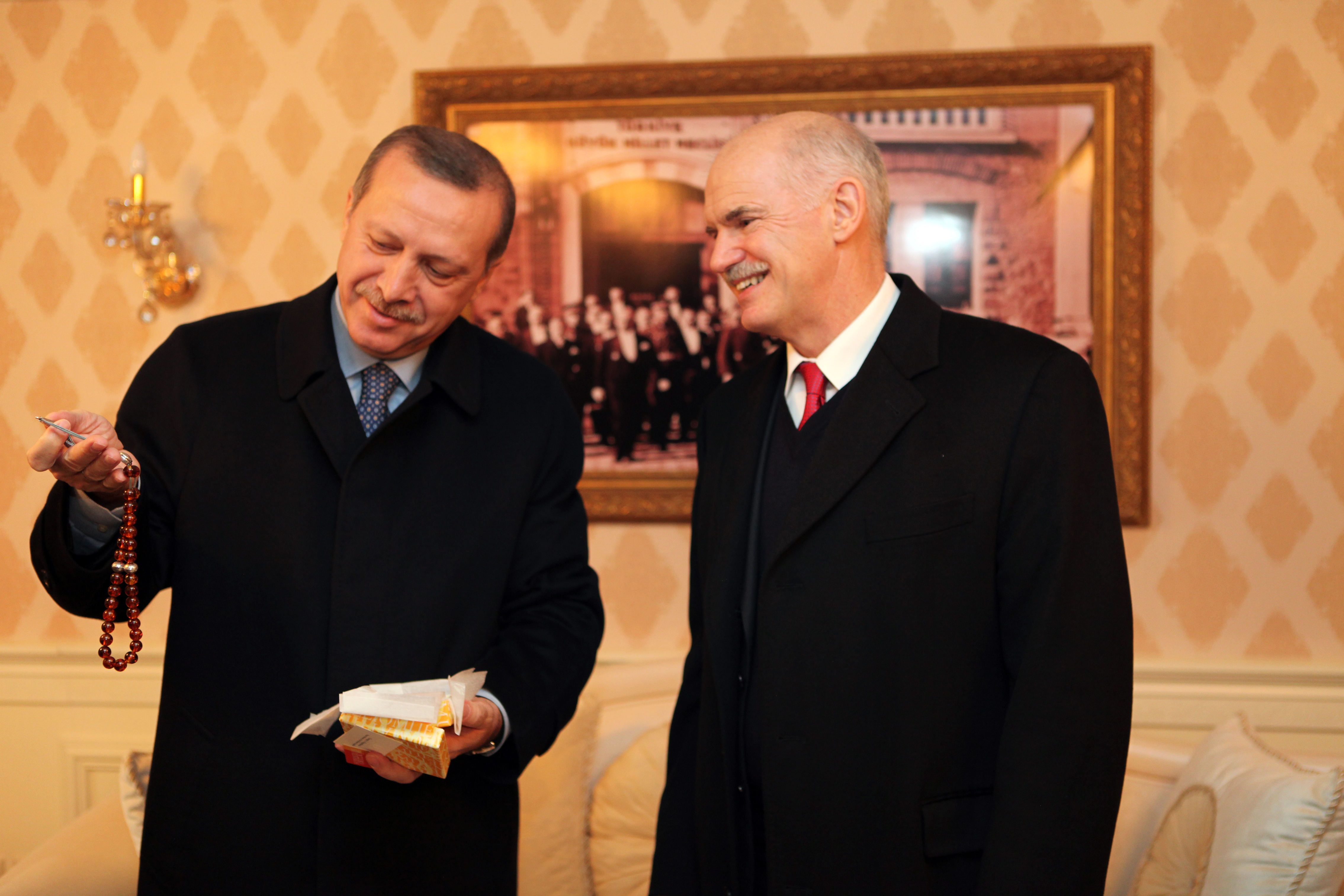
Recep Tayyip Erdoğan et le Premier ministre grec Geórgios Papandréou, en 2011.

Fin janvier 2008, à l'occasion du projet de construction du gazoduc Nabucco, le gouvernement turc accueille le Premier ministre grec Kóstas Karamanlís à Ankara. Il s'agit de la première visite officielle du genre depuis 1959. Le Premier ministre turc remercie alors son homologue grec pour le soutien apporté à l'adhésion de la Turquie à l'Union européenne. Kóstas Karamanlís exprime de son côté « le ferme et réel soutien de la Grèce à la perspective européenne » de la Turquie.
L'AKP cherche activement une solution à la question chypriote, qu'il doit résoudre pour prétendre entrer dans l'Union. Bien que l'ancien ministre des Affaires étrangères, devenu par la suite président de la république de Turquie, Abdullah Gül, reconnaisse que le dossier « n'est pas totalement dans [ses] mains », les négociations directes actuelles entre les présidents de la république autoproclamée turque de Chypre Nord et la république de Chypre laissent entrevoir un accord sur une réunification de l'île.
En décembre 2017, Erdoğan est en visite officielle en Grèce, ce qui constituait la première visite d'un chef d’État turc depuis 65 ans.

#### Chine et troubles au Xinjiang
Lors des troubles de juillet 2009 au Xinjiang, il dénonce l'action de la république populaire de Chine contre la minorité que sont les Ouïghours. Il affirme que « l'événement survenu en Chine est une sorte de génocide, il n'y a pas d'autre façon de commenter cet événement ». « Il y a là des atrocités, des centaines de personnes sont tuées, et un millier sont blessées. Nous avons du mal à comprendre que la direction de la Chine […] puisse rester spectatrice face à ces événements ».

#### Rapports difficiles avec l'Arménie

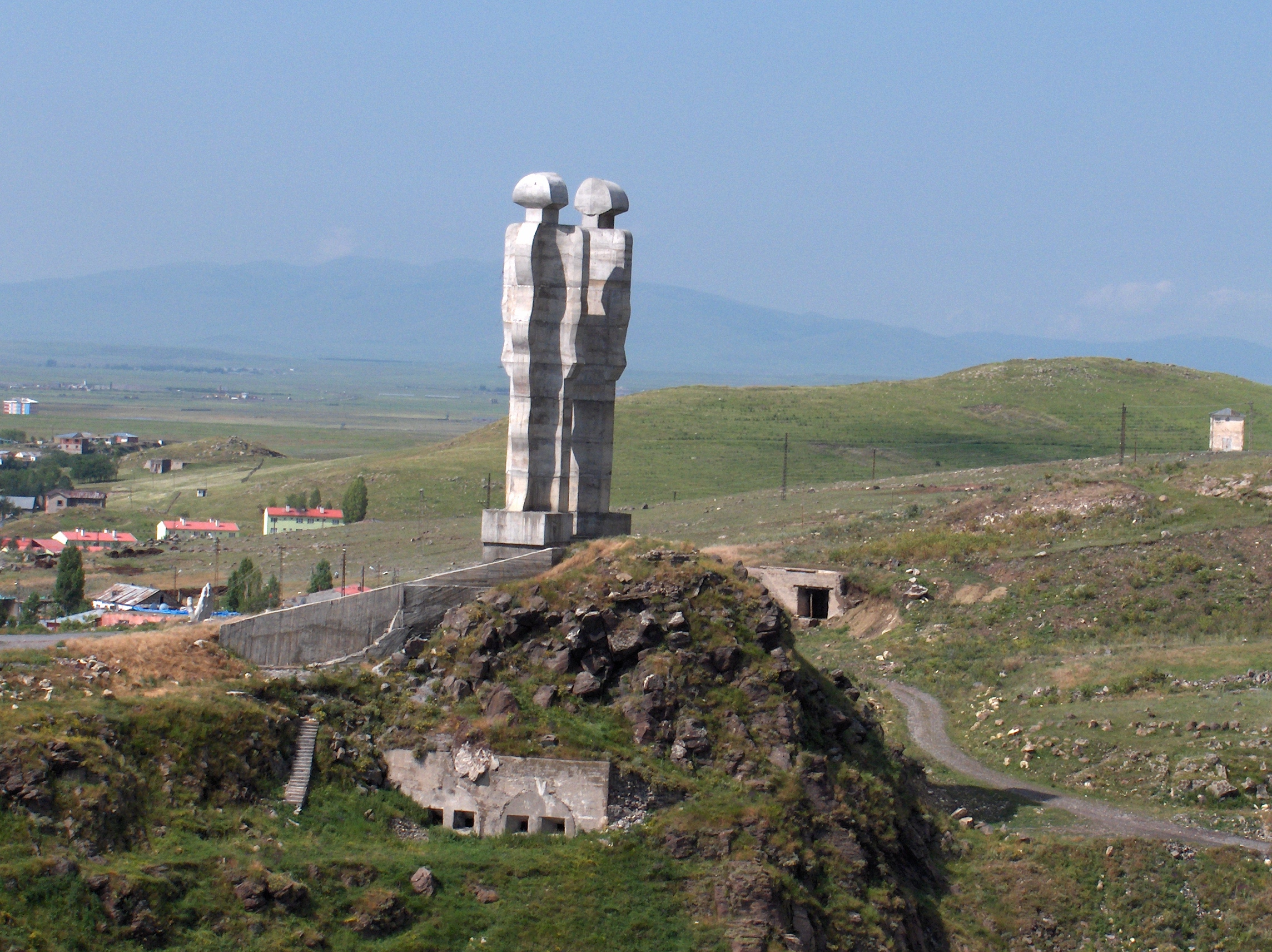
Le Monument à l'Humanité, construit entre 2006 et 2010, puis détruit en 2011.

Le gouvernement effectue un rapprochement historique avec l'Arménie à l'occasion d'une rencontre de football en 2010. Il était question de rouvrir la frontière entre les pays, mais les relations se sont à nouveau envenimées, les pressions ultra-nationalistes des deux nations bloquant systématiquement toute voie d'ouverture. Le gouvernement ne paraît aujourd'hui pas prêt à une détente avec l'Arménie, comme en témoigne la destruction du Monument à l'Humanité (en), dédiée à la paix avec ce voisin et achevée en 2010 dans la région de Van, mais démantelée en 2011, Erdoğan qualifiant cette œuvre de « monstruosité » (ucube en turc),.
Aujourd'hui, en Turquie, le génocide arménien n'est pas officiellement reconnu. Erdoğan considère que ce sujet est utilisé par l'Occident comme prétexte pour contrer l'inévitable ascension économique et politique de la Turquie. Il souhaite opposer la vérité historique décrétée par votes dans certaines assemblées nationales à une vérité basée sur des documents et archives historiques et scientifiques. Il encourage les universitaires et scientifiques turcs à inciter plus de personnes à s'intéresser au sujet pour ne pas laisser la place à des propagandes qu'il qualifie de « racistes et populistes ». Erdoğan a lancé plusieurs appels à ouvrir les archives pour permettre l'élaboration de comités scientifiques pour un rapprochement entre les deux pays ; cependant, l'État turc continue d'emprisonner des intellectuels et historiens turcs qui soutiennent la reconnaissance du génocide arménien.
En 2014, pour la première fois depuis 1915, la Turquie, par le biais d'un communiqué officiel publié sur le site du Premier ministre, présente ses condoléances aux Arméniens pour les massacres de 1915.

#### Crise diplomatique avec les Pays-Bas

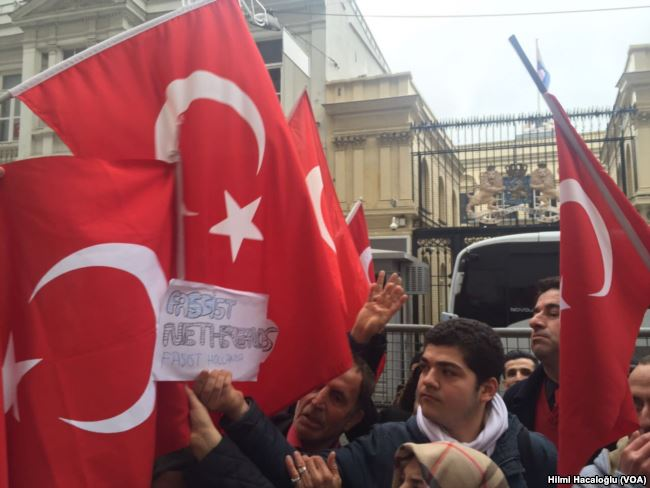
Des partisans du « oui » au référendum constitutionnel turc de 2017 manifestant devant l'ambassade des Pays-Bas en Turquie lors de la crise diplomatique entre les deux pays.

Durant la campagne pour le référendum constitutionnel turc de 2017, alors qu'Erdoğan envoie plusieurs de ses ministres tenir des meetings dans l'Union européenne afin d'enjoindre aux Turcs de l'étranger de voter, les Pays-Bas considèrent un rassemblement à Rotterdam en faveur du « oui » comme une menace à l'ordre public. Erdoğan qualifie alors le royaume de « nazi » et ses dirigeants de « fascistes ». De son côté, la ministre de la Famille, Fatma Betül Sayan Kaya, tente de prononcer un discours en vertu de l'extraterritorialité des missions diplomatiques, mais la police néerlandaise fait arrêter sa voiture avant de la renvoyer à la frontière avec l'Allemagne, d'où elle est venue.
Des manifestations houleuses se tiennent alors à Istanbul et Ankara. L'ambassadeur néerlandais est interdit de revenir en Turquie, tandis que des personnalités politiques néerlandaises, comme Geert Wilders, se prononcent en retour pour l'expulsion des diplomates turcs du territoire et pour une opposition officielle à la procédure d'adhésion de la Turquie à l'Union européenne. Le gouvernement turc demande des excuses au gouvernement néerlandais quant au traitement de ses ministres, mais les Pays-Bas refusent, soutenus par plusieurs autres pays européens : la chancelière allemande Angela Merkel estime notamment qu'il est infondé de les qualifier de « vestiges du nazisme » — qualificatif qu'elle estime « rhétorique » et qu'Erdoğan avait par ailleurs déjà utilisé à son encontre. Le président turc accentue ensuite sa position de rupture en affirmant que les Pays-Bas sont responsables du massacre de Srebrenica, ce qui est condamné par de nombreux pays et démenti par les faits,.
Dans un contexte diplomatique également crispé entre la Turquie et l'Allemagne, portant notamment sur les critiques de Berlin sur l'autoritarisme grandissant du régime turc, Recep Tayyip Erdoğan demande aux Turcs d'Allemagne (3 millions de personnes, dont 1,2 million de binationaux) de ne pas voter aux élections fédérales de 2017 pour la CDU, le SPD ou les Verts, partis qu'il considère comme « ennemis de la Turquie ».

## État de santé

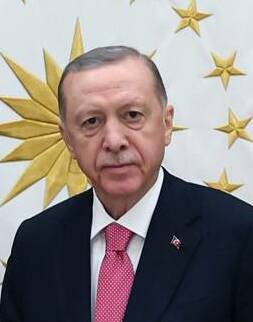
Recep Tayyip Erdoğan en 2023.

Initialement connu pour son tempérament robuste, Recep Tayyip Erdoğan est victime d'un premier malaise connu en 2006, lorsque ses gardes du corps doivent casser les vitres de son véhicule, à l'intérieur duquel il s'est évanoui. Le Premier ministre mentionne une crise d'hypoglycémie en plein jeûne du ramadan.
En 2011, il disparaît de la scène politique pendant près de quatre mois à la suite d'une opération chirurgicale à l'hôpital de l'université de Marmara (Istanbul), officiellement pour le retrait de polypes à excroissances potentiellement cancéreuses. Le manque de transparence autour de son état relance les rumeurs sur un cancer du côlon caché.
Sa santé est notamment jugée défaillante en 2021, année où il se cramponne au bras de sa femme pour descendre des marches, titube devant Anıtkabir et apparaît chancelant au sommet du G20, lors duquel il renonce à participer à une conférence. Par ailleurs, il s'endort à plusieurs reprises au cours de rassemblements politiques. La revue américaine Foreign Policy relaie des « pertes de mémoire de plus en plus fréquentes, troubles respiratoires, vomissements » et « l'implant d'un défibrillateur »,. Des internautes reprenant des rumeurs sur le sujet sont poursuivis en justice.
Durant la campagne présidentielle de 2023, âgé de 69 ans, Recep Tayyip Erdoğan apparaît amaigri et physiquement affaibli. Lors d'un entretien télévisé qu'il donne en direct le 25 avril 2023, il est victime d'un malaise qui met un terme à l'échange : la présidence invoque une « grippe intestinale » et dément le fait qu'il ait été victime d'une crise cardiaque. Il est cependant contraint d'annuler plusieurs déplacements, manquant notamment l'inauguration de la première centrale nucléaire turque.

## Parcours électoral
| Année | En tant que                     | Parti | Résultat   | Résultat | Résultat | Statut   |
| Année | En tant que                     | Parti | Total      | %        | Place    | Statut   |
| ----- | ------------------------------- | ----- | ---------- | -------- | -------- | -------- |
| 1983  | Candidat pour le parlement      | RP    | 31 247     | 8,57     | 5e       | Défaite  |
| 1989  | Candidat à la mairie de Beyoğlu | RP    | 21 706     | 22,83    | 2e       | Défaite  |
| 1991  | Candidat pour le parlement      | RP    | 70 555     | 20,01    | 5e       | Défaite  |
| 1994  | Candidat à la mairie d'Istanbul | RP    | 973 704    | 25,19    | 1er      | Victoire |
| 2002  | Premier ministre                | AKP   | 10 808 229 | 34,28    | 1er      | Victoire |
| 2004  | Présidents de parti             | AKP   | 13 477 287 | 41,67    | 1er      | Victoire |
| 2007  | Premier ministre                | AKP   | 16 340 534 | 46,66    | 1er      | Victoire |
| 2009  | Président de parti              | AKP   | 15 353 553 | 38,79    | 1er      | Victoire |
| 2011  | Premier ministre                | AKP   | 21 399 082 | 49,83    | 1er      | Victoire |
| 2014  | Président de parti              | AKP   | 17 802 976 | 42,87    | 1er      | Victoire |
| 2014  | Président de la république      | AKP   | 21 000 143 | 51,79    | 1er      | Victoire |
| 2018  | Président de la république      | AKP   | 26 330 823 | 52,59    | 1er      | Victoire |
| 2018  | Leader de la coalition          | AKP   | 26 904 024 | 53,66    | 1er      | Victoire |
| 2019  | Président de parti              | AKP   | 17 963 564 | 42,51    | 1er      | Victoire |
| 2023  | Président de la république      | AKP   | 27 834 692 | 52,18    | 1er      | Victoire |
| 2023  | Leader de la coalition          | AKP   | 26 934 455 | 49,47    | 1er      | Victoire |
| 2024  | Président de parti              | AKP   | 16 339 771 | 35,49    | 2e       | Défaite  |

## Distinctions

### Doctorathonoris causa
Il a reçu une quarantaine de doctorats honoris causa :
- Université de Saint John (États-Unis, 2004)[172]
- Université de Sarajevo (Bosnie-Herzégovine, 2008)[173]
- Université d'Alep (Syrie, 2009)[174] (retiré en 2013[175])
- Université islamique de Gaza (Palestine, 2010)[176]
- Université de Pristina (Kosovo, 2010)[177]
- Université nationale Taras-Chevtchenko de Kiev (Ukraine, 2011)[178]
- Université Quaid-i-Azam (Pakistan, 2012)[179]
- Université al-Qods (Palestine, 2012)[180]
- Université de Marmara (Turquie, 2013)[181]
- Université Mohammed-V de Rabat (Maroc, 2013)[182]
- Université d'Alger (Algérie, 2013)[183]
- Université internationale islamique de Malaisie (en) (Malaisie, 2014)[184]
- Institut des relations internationales turkmène (en) (Turkménistan, 2014)[185]
- Université d'Addis-Abeba (Éthiopie, 2015)[186]
- Université du Qatar (Qatar, 2015)[187]
- Université Waseda (Japon, 2015)[186]
- Université Makerere (Ouganda, 2016)[188]
- Université San Ignacio de Loyola (Pérou, 2016)[189]
- Université islamique indienne (en) (Inde, 2017)[185]
- Université de Khartoum (Soudan, 2017)[190]

### Prix et récompenses
- Prix du Courage pour la promotion de la paix entre les cultures du Congrès juif américain (24 janvier 2004)[191]
- Prix Golden Plate de l'American Academy of Achievement (13 juin 2004)[192]
- Prix Quadriga (3 octobre 2004)[193]
- Prix méditerranéen pour les institutions (2 septembre 2005)[194]
- Prix Crans-Montana (26 juin 2009)
- Prix international du roi Fayçal (2010)[195]
- Prix de la paix de la province de Séville (23 février 2010)[196]
- Prix Kadhafi des droits de l'homme (1er décembre 2010)
- Prix de la personnalité islamique de l'année (2011)[197]
- Prix palestinien d'excellence (2011)[198]
- Polish business award (23 janvier 2012)[199]

### Décorations étrangères

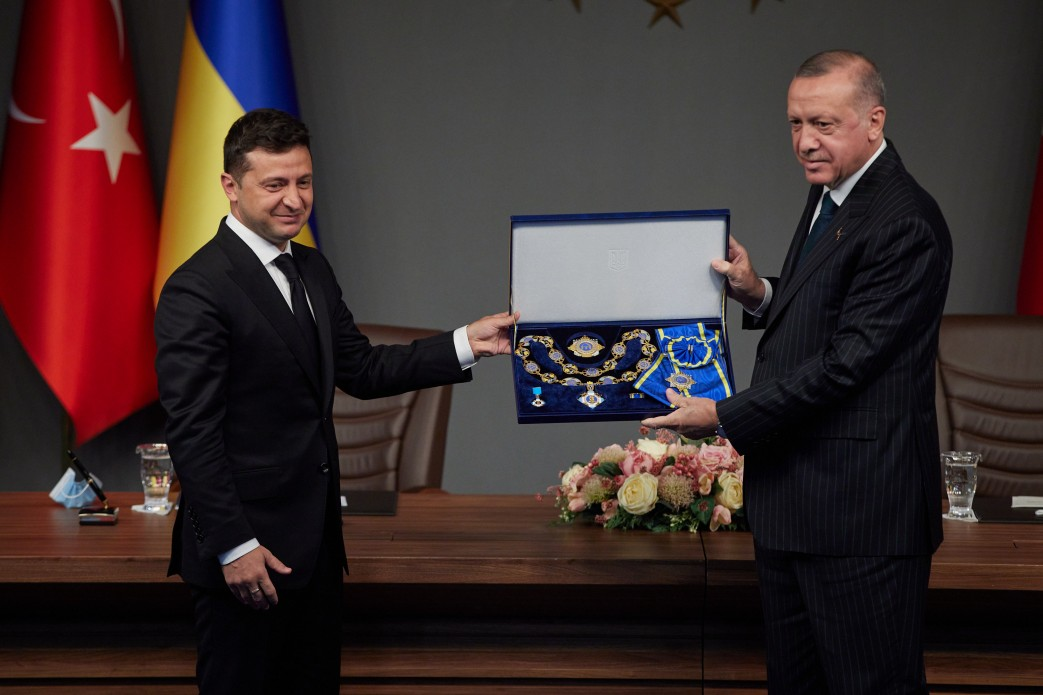
Erdoğan recevant l'Ordre du Prince Iaroslav le Sage de Volodymyr Zelensky, en 2020.

- Médaille "En commémoration du 1000e anniversaire de Kazan" (en) (2 juin 2006)[200] Russie
- Grand cordon de l'ordre national du Pakistan (en) (26 octobre 2009)[201] Pakistan
- Première classe de l'ordre de la Toison d'Or de Géorgie (18 mai 2010)[202]  Géorgie
- Médaille d'or de l'ordre de l'Indépendance (4 novembre 2010)[203]  Kosovo
- Première classe de l'ordre de Danaker (2 février 2011)[204]  Kirghizistan
- Grand cordon de l'ordre de l'aigle royal (en) (11 octobre 2012)[205] Kazakhstan
- Grand-croix de l'ordre national du Niger (9 janvier 2013)[206] Niger
- Grand cordon de l'ordre Heydar Aliyev (2 septembre 2014)[207] Azerbaïdjan
- Médaille d'or de l'ordre de Ghazi Amanullah Khan (10 octobre 2014)[208] Afghanistan
- Grand cordon de l'ordre de l'étoile (25 janvier 2015)[209] Somalie
- Grand cordon de l'ordre national du Drapeau (en) (13 mai 2015)[210] Albanie
- Grand cordon de l'ordre de Léopold (5 octobre 2015)[211] Belgique
- Grand-croix de l'ordre du Mérite ivoirien (29 février 2016)[212] Côte d'Ivoire
- Grand-croix de l'ordre national du Mérite (3 mars 2016)[205] Guinée
- Grand-croix de l'ordre national Malagasy (25 janvier 2017)[213] Madagascar
- Collier de l'ordre du Cheikh Issa ben Salmane Al Khalifa (en) (12 janvier 2017)[214] Bahreïn
- Collier de l'ordre de Mubarak le Grand (en) (21 mars 2017)[215] Koweït
- Collier de l’ordre des Deux Nils (24 décembre 2017)[216] Soudan
- Grand cordon de l'ordre de la République (27 décembre 2017)[217] Tunisie
- Grand-croix de l’ordre national du Lion (1 mars 2018)[218] Sénégal
- Grand-croix de l’ordre national du Mali (2 mars 2018)[219] Mali
- Collier de l’ordre de la République (18 octobre 2018)[220] Moldavie
- Collier de l'ordre national du Mérite du Paraguay (en) (2 décembre 2018)[221] Paraguay
- Grand cordon de l'ordre du Libérateur (3 décembre 2018)[222] Venezuela
- Première classe de l'ordre du Prince Iaroslav le Sage (16 octobre 2020)[223] Ukraine
- Médaille de l'ordre de Coopération d’État (27 novembre 2021)  Turkménistan
- Grand cordon de l'ordre de la Couronne du Royaume (16 août 2022)[224]  Malaisie
- Première classe de l'ordre de l'Amitié (12 octobre 2022)  Kazakhstan
- Médaille de l'ordre national d'Ouzbékistan (11 novembre 2022)  Ouzbékistan
- Collier de l'ordre de Zayed (19 juillet 2023)[225]  Émirats arabes unis
- Collier de l'ordre d'Oman (28 novembre 2024)[226]  Oman